# Collonges-la-Rouge
Pour les articles homonymes, voir Collonges et Rouge (homonymie).
Collonges-la-Rouge est une commune française limousine, située dans le département de la Corrèze en région Nouvelle-Aquitaine. La mise en valeur de son patrimoine vaut à la commune — qui fait 1 431 hectares — d'avoir 420 ha classés monument historique et 189 ha inscrits à l’inventaire supplémentaire des monuments historiques.
Les habitants de Collonges-la-Rouge sont des Collongeois et Collongeoises.

## Géographie

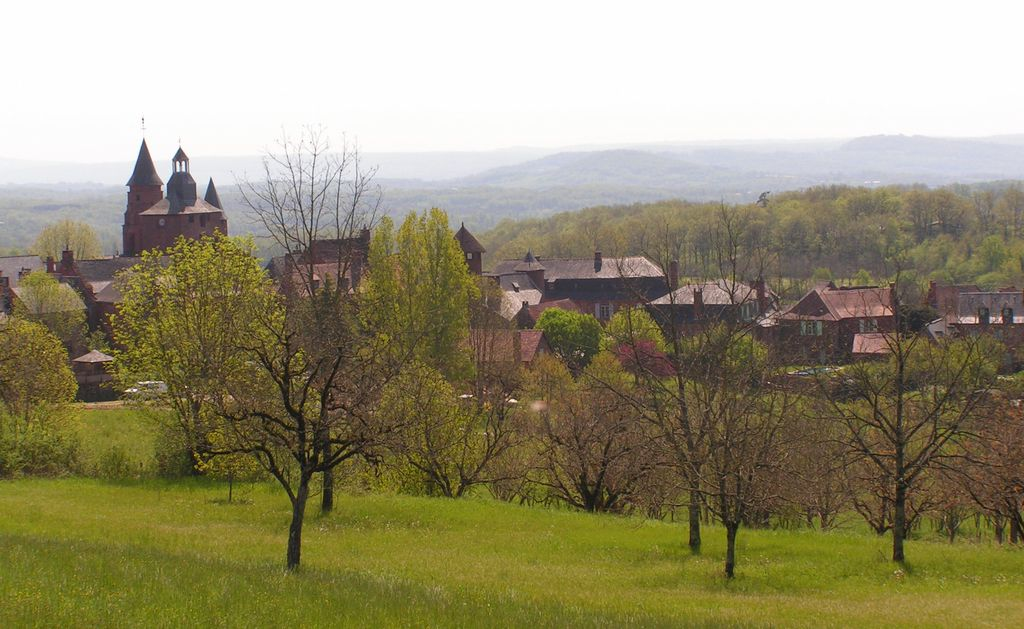
Vue générale de Collonges-la-Rouge.

### Situation
Le bourg est situé à 19 kilomètres au sud-est de Brive-la-Gaillarde, à la lisière des plateaux limousins au nord (dont l'altitude avoisine 500 m), sur un plateau calcaire 500 m plus bas, face au Quercy distant de 4 km au sud. Il est situé dans le Causse corrézien à l'extrémité septentrionale du Causse de Martel,.

### Communes limitrophes
Les communes limitrophes sont Chauffour-sur-Vell, Lagleygeolle, Ligneyrac, Meyssac, Noailhac et Saillac.

### Géologie
Pour un article plus général, voir géologie de la France.
Le bourg est bâti en grès rouge extrait du Puy de Valège, sommet de 404 m d'altitude situé à 800 m au nord du village. Il est installé sur le premier rivage calcaire du Quercy et du Périgord déposé par la mer du Jurassique. La faille de Meyssac d'une soixantaine de kilomètres, de direction E-W à NW-SE (matérialisée par les tranchées excavées dans les années 1990 lors du redressement de la départementale 38 au nord du bourg) signe le contact entre cette mer liasique et le bassin sédimentaire permien, le promeneur pouvant faire en quelques pas un bond dans le temps de plus de 60 millions d'années. La mer liasique correspond à une transgression marine franche liée à l'individualisation du Bassin aquitain qui donne un domaine de sédimentation marine ouverte communiquant avec l'océan Atlantique en cours d'ouverture, d'où la formation d'une plate-forme carbonatée nord-aquitaine (vases carbonatées issues de cordons oolithiques et de barrières coralliennes qui isolaient des lagons et des lagunes côtières) qui s'appuie sur le Massif central avec la mise en place d'une série épaisse de dépôts de calcaires et marnes à ammonites et bélemnites. Le bassin permien est un fossé d'effondrement formé à la fin du cycle hercynien et constitué de sédiments (sables et argiles) issus de l'érosion du Massif central, épandant dans le bassin de Brive de vastes dépôts de grès (au nord de Collonges, il correspond au grès de Mayssac, grès rouge en bancs réguliers, parfois schisteux).
La morphologie actuelle, sans rupture brutale de relief, masque le rejet vertical de cette faille de plusieurs centaines de mètres entre les deux compartiments nord et sud. Sa matérialisation se traduit par les terrains qu'elle fait affleurer : au-dessus des terrains de l'ère secondaire, les couches plus anciennes de grès de diverses couleurs selon les conditions climatiques torrides ou tropicales, et le taux d'oxyde de fer dans le grès. Au Trias, la région était à la latitude du Sahara actuel, d'où l'oxydation des minéraux ferrifères du grès sous forme d'hématite, en raison du climat tropical chaud et sec, et du taux d'oxyde de fer dans cette roche (2,2 % pour celui de Collonges, d'où les tons de grenat et de lie de vin alors que celui des Vosges est rose et celui de Brive est blanc et bariolé avec des tons blond et lie de vin),. Au sud de cette faille, les terrains marno-calcaires sont généralement orientés vers le sud-ouest, et les affleurements occidentaux de calcaires gréseux donnent des cuestas typiques dans les roches dures mais qui n'ont pas de réelle vigueur.
Les géologues débattent sur l'origine de cette faille complexe : ancienne faille varisque de direction armoricaine, réactivée sous le poids des sédiments calcaires du Jurassique et subissant le contrecoup lointain de la surrection des Pyrénées au Tertiaire ? Faille de direction « pyrénéenne » héritée du grand décrochement des sillons houillers du Massif Central ?
Un double circuit de découverte (automobile et pédestre) est mis en place depuis 2010 pour la mise en valeur touristique et pédagogique de ce géosite. Il comprend cinq stations d’interprétation avec des panneaux explicatifs illustrés (falaise du Sinémurien avec le calcaire relevé de plus de 50 m au lieu-dit le col de la Croix du Buis, pli synclinal « en genou » à la station 5),. Ce patrimoine géologique est également mis en valeur au centre du bourg de Noailhac, dans une salle d’exposition sur la géologie, l'Espace de découverte de la faille de Meyssac et de la pierre, inaugurée le 30 mai 2015.

### Description
La faille se traduit par une dissociation nette entre les paysages, avec des variations en termes de végétation, de pratiques agricoles et de morphologie. Les sols gréseux (grès et argile rouge) du plateau cristallin au nord voient sont occupés par des taillis de châtaigniers ou des taillis mixtes (chênes-châtaigniers), des landes (bruyères, fougères aigle, genêts et ajoncs), leurs versants portant des vergers ou des vignobles : les landes de sol acide ont été partagées, encloses de murettes de pierres sèches, et labourées pour donner ces terres cultivées. Ce panorama verdoyant contraste avec le sud où les sols calcaires suffisamment profonds portent au sommet du plateau des bois clairsemés de chênes truffiers (chênaie calcicole xérophile à influence méditerranéenne), caractéristiques du causse lotois. Ces champs brûlés laissent parfois la place aux fonds argilo-calcaires dans les vallons, propices aux champs (culture des céréales, du maïs ou du tabac), à de verdoyantes prairies, et aux collines parsemées de noyeraies. « Lorsque les sols calcaires sont peu profonds, ou bien les terres laissées à l'abandon, on observe une invasion de genévriers, prunelliers, églantiers, de buissons épineux et d'une riche strate herbacée, de type garrigue, parsemée de bruyères. »
Le site de la commune est ainsi dominé au nord par les collines de puy Valège (404 m d'altitude). À l’ouest, l'horizon se ferme sur la colline du puy de Vésy (plateau en calcaire gréseux de 298 m d'altitude). En contrebas au sud, deux buttes arrondies de part et d'autre du village du Treuil cernent le site. À l'est, le territoire protégé s'achève sur le vallon de Meyssac caractérisé par une longue éminence calcaire orientée nord-sud (175 m d'altitude).
Le petit ruisseau de Collonges-la-Rouge, asséché en période estivale, emprunte le vallon au pied du village. Il naît à la rupture de pente du puy Boubou et a un parcours nord-sud de près de 8 km (suivant les alignements nord-sud de crêtes calcaires de la région) avant de se jeter dans la Tourmente, affluent de la Dordogne. Malgré son faible débit, il se distingue fortement dans le paysage par sa ripisylve constituée de grands peupliers, arbres aimant l'eau.

La carte des terres émergées au Trias.
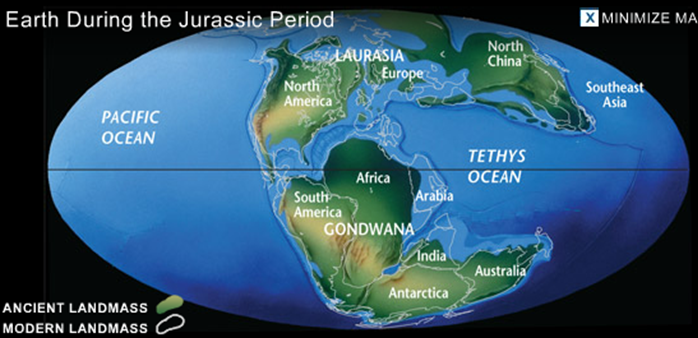
La carte des terres émergées au Jurassique.

## Toponymie
Colongiam 1067.
Les formes anciennes des nombreux Collonges, Coulonges et Collanges de France sont du type Colonicas, Colonicae.
Tous ces toponymes ont pour étymologie le bas latin Colonicas qui désigne à l'origine « une terre cultivée par un colon », terme du droit féodal, puis « une exploitation agricole ». Le paysan libre obtenait le droit de s'établir dans une colonica dont il était le colon.
Dès le VIIIe siècle sont apparues des colonicæ.
Selon Albert Dauzat et Charles Rostaing, il ne faut pas confondre avec Colonia qui désigne une colonie romaine, terme plus ancien. Cf. Cologne (Allemagne).
En dérive le nom limousin de la commune Colonjas en graphie classique et Coulonjos en graphie mistralienne / phonétique.

## Histoire

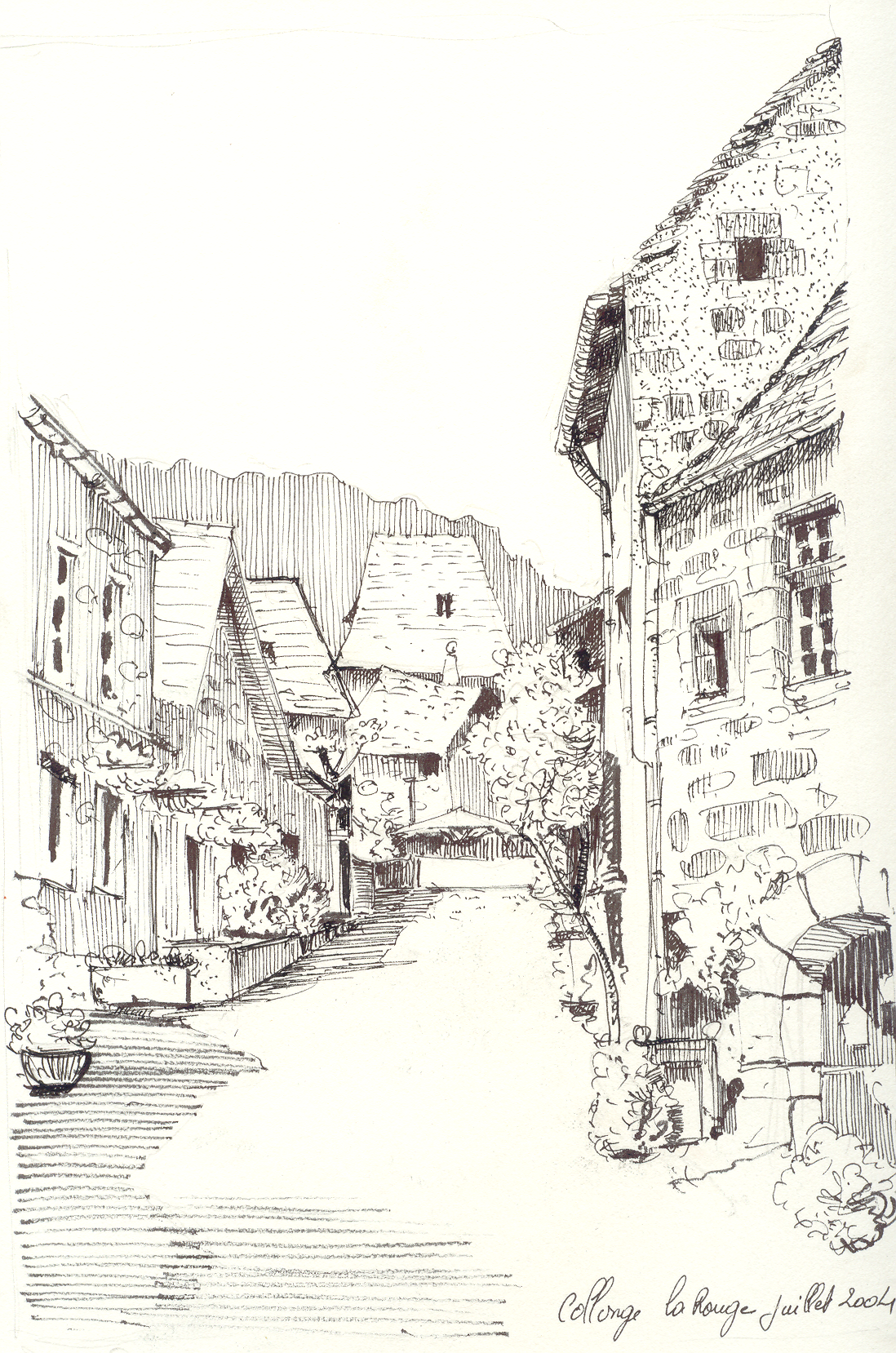
Collonges-la-Rouge, dessin à la plume de Michel Mans

Les moines de l’abbaye de Charroux en Poitou fondent en 782 un prieuré à la suite d'une donation du comte Roger de Limoges. Le prieuré est intégré dans la Vicomté de Turenne en 844 et attire, sous sa protection, une population de paysans, d’artisans et de commerçants. Autour de ses bâtiments protégés par des remparts percés de quatre portes (dont deux subsistent), le bourg devient une escale pour les pèlerins en route pour Compostelle via Rocamadour. En 1308, le vicomte de Turenne accorde à la ville une charte de franchise. Le droit de juridiction haute, moyenne et basse lui est accordé. Il préside à la naissance de lignées de procureurs, avocats, notaires. L’enclos ne suffit  plus à contenir sa population. Naissent alors les barris : le faubourg de la Veyrie à l’est, celui de Hautefort, du Faure, la Guitardie. La production viticole à cette époque, vendue surtout localement et auprès des abbayes, contribue à la prospérité du commerce de Collonges. La tradition locale veut que cette production fasse partie des vins des papes d'Avignon qui s'invitent à la table des rois de France.
Collonges traverse les guerres de Religion de manière relativement pacifique, puisque les deux nefs de l'église sont utilisées alternativement pour le culte catholique et le culte protestant. Après les guerres de Religion, la reconstruction du patrimoine de la bourgeoisie enrichie et de la petite noblesse coïncide avec la montée en puissance de la vicomté dont plusieurs membres font de Collonges la capitale résidentielle de la région. C’est au XVIe siècle, le « grand siècle de Collonges » que s’élèvent les nobles logis des officiers de la vicomté, manoirs que les Collongeois appellent aujourd’hui des castels. Ces logis se distinguent des maisons par la présence de tours d’escalier mais aussi très souvent de tourelles et d’échauguettes qui reposent sur des culs-de-lampe moulurés, et par de plus riches décors architecturaux. Après la vente de la vicomté à la Couronne de France en 1738 — qui entraine la fin de ses privilèges fiscaux — puis la Révolution, qui détruit les bâtiments du prieuré, beaucoup d'habitants quittent le village, et Collonges devient une carrière de pierres. Le bourg ne retrouve qu’une prospérité éphémère au début du XIXe siècle. Cette fragile prospérité est anéantie par le phylloxéra qui décime les vignes dans les années 1880 et par l'exode rural, si bien que Collonges perd une grande partie de sa population, le village se transformant en carrière de pierres. Des coteaux entiers de ceps malades sont arrachés et remplacés par des noyers, aujourd’hui culture emblématique de ce territoire. La région s'est alors tournée vers la polyculture aquitaine (céréales, maïs, tabac), l'élevage et le gavage d'oies sur le plateau calcaire, l'élevage bovin sur le plateau limousin plus humide.
Afin d'enrayer ce déclin, la municipalité de Collonges entreprend des efforts de conservation dès 1905, permettant de classer plusieurs monuments. Quelques Collongeois ont l'idée de créer une organisation qui a pour mission, avec le concours des pouvoirs publics et la mairie de Collonges, de mettre en valeur le patrimoine du village. L'association « La Société des Amis de Collonges » naît le 20 septembre 1927 et veut l’inscription à l’Inventaire supplémentaire des monuments historiques du bourg. Cette inscription est actée le 30 septembre 1942 et s'étend aux abords le 4 mai 1973.
Le 4 septembre 1969, Charles Ceyrac, homme de communication et maire de Collonges qu'il veut ouvrir progressivement au tourisme, obtient que sa commune devienne officiellement Collonges-la-Rouge. Le maire poursuit ses efforts dans ce sens « avec la suppression de tous les fils électriques et téléphoniques, le pavage des rues, la mise en lumière du village, l'aménagement d'aires de stationnement à ses entrées permettant à partir de 1970 d'interdire son accès aux voitures d'avril à septembre ».
Collonges et ses abords, en incluant les coteaux surplombant le village au nord, sont inscrits parmi les sites classés depuis le 1er juillet 1996.
Village touristique et pittoresque, il est touché au début du XXIe siècle par le phénomène de gentrification : des personnes financièrement aisées achètent des résidences secondaires (près de 140 sur les 315 habitations) au cœur de Collonges-la-Rouge pour s’installer ou louer leur bien, repoussant les Collongeois de « naissance » en périphérie du village.

## Politique et administration
| Période                                  | Période                   | Identité        | Étiquette | Qualité                                                                                             |
| ---------------------------------------- | ------------------------- | --------------- | --------- | --------------------------------------------------------------------------------------------------- |
| Les données manquantes sont à compléter. |                           |                 |           | |
| 1965                                     | 1er mars 1998 (décès)     | Charles Ceyrac  | RPR       | Député (1972-1978), conseiller général (1964-1994) président du conseil général (1985-1992)         |
| 1998                                     | 2001                      | Simone Laurent  |           | |
| mars 2001                                | 2008 (décédé en fonction) | Henri Bassaler  | PS        | Directeur du centre d'aide par le travail de Tulle, suppléant du député Philippe Nauche (1997-2002) |
| octobre 2008                             | mai 2020                  | Paulette Fender | PS        | Retraitée Fonction publique                                                                         |
| mai 2020                                 | En cours                  | Michel Charlot  | SE        | Professeur retraité                                                                                 |

## Démographie

### Démographie ancienne
Le nombre d'habitants reste difficilement appréciable. La démographie historique s'appuie notamment sur les recensements qui donnent le nombre de feux et permettent d'en déduire le nombre moyen d'habitants par maison habitée qui varie suivant les régions de 4,5 à 5. Le Dictionnaire historique et géographique des Gaules et de la France de l'abbé d'Expilly indique pour Collonges 264 feux en 1765, 300 feux en 1789, ce qui donne près de 1 500 habitants.

### Démographie contemporaine
| 1793  | 1800  | 1806  | 1821  | 1831 | 1836  | 1841  | 1846  | 1851  |
| ----- | ----- | ----- | ----- | ---- | ----- | ----- | ----- | ----- |
| 1 183 | 1 064 | 1 316 | 1 264 | 896  | 1 470 | 1 482 | 1 370 | 1 487 |

| 1856  | 1861  | 1866  | 1872  | 1876  | 1881  | 1886  | 1891  | 1896  |
| ----- | ----- | ----- | ----- | ----- | ----- | ----- | ----- | ----- |
| 1 396 | 1 382 | 1 252 | 1 187 | 1 153 | 1 155 | 1 136 | 1 038 | 1 006 |

| 1901 | 1906 | 1911 | 1921 | 1926 | 1931 | 1936 | 1946 | 1954 |
| ---- | ---- | ---- | ---- | ---- | ---- | ---- | ---- | ---- |
| 934  | 937  | 855  | 725  | 663  | 605  | 580  | 549  | 461  |

| 1962 | 1968 | 1975 | 1982 | 1990 | 1999 | 2006 | 2008 | 2013 |
| ---- | ---- | ---- | ---- | ---- | ---- | ---- | ---- | ---- |
| 401  | 375  | 360  | 379  | 381  | 413  | 450  | 460  | 485  |

| 2018 | 2022 | - | - | - | - | - | - | - |
| ---- | ---- | - | - | - | - | - | - | - |
| 483  | 478  | - | - | - | - | - | - | - |

### Climat
Pour des articles plus généraux, voir Climat de la Nouvelle-Aquitaine et Climat de la Corrèze.
Historiquement, la commune est dans une zone de transition entre les climats océaniques aquitain et montagnard.  
En 2020, Météo-France publie une typologie des climats de la France métropolitaine dans laquelle la commune est dans une zone de transition entre le climat océanique altéré et le climat de montagne et est dans la région climatique  Ouest et nord-ouest du Massif Central, caractérisée par une pluviométrie annuelle de 900 à 1 500 mm, maximale en automne et en hiver.
Pour la période 1971-2000, la température annuelle moyenne est de 12,7 °C, avec  une amplitude thermique annuelle de 15,7 °C. Le cumul annuel moyen de précipitations est de 1 093 mm, avec 12,8 jours de précipitations en janvier et 7,3 jours en juillet. Pour la période 1991-2020, la température moyenne annuelle observée sur la station météorologique la plus proche, située sur la commune de Nespouls à 12 km à vol d'oiseau, est de 12,6 °C et le cumul annuel moyen de précipitations est de 836,4 mm,. Pour l'avenir, les paramètres climatiques de la commune estimés pour 2050 selon différents scénarios d’émission de gaz à effet de serre sont consultables sur un site dédié publié par Météo-France en novembre 2022.

## Urbanisme

### Typologie
Au 1er janvier 2024, Collonges-la-Rouge est catégorisée commune rurale à habitat très dispersé, selon la nouvelle grille communale de densité à 7 niveaux définie par l'Insee en 2022.
Elle est située hors unité urbaine. Par ailleurs la commune fait partie de l'aire d'attraction de Brive-la-Gaillarde, dont elle est une commune de la couronne,. Cette aire, qui regroupe 80 communes, est catégorisée dans les aires de 50 000 à moins de 200 000 habitants,.

### Occupation des sols
L'occupation des sols de la commune, telle qu'elle ressort de la base de données européenne d’occupation biophysique des sols Corine Land Cover (CLC), est marquée par l'importance des territoires agricoles (57,3 % en 2018), une proportion sensiblement équivalente à celle de 1990 (57,1 %). La répartition détaillée en 2018 est la suivante : 
forêts (40,3 %), prairies (30,8 %), cultures permanentes (13,4 %), zones agricoles hétérogènes (13 %), zones urbanisées (2,4 %).
L'évolution de l’occupation des sols de la commune et de ses infrastructures peut être observée sur les différentes représentations cartographiques du territoire : la carte de Cassini (XVIIIe siècle), la carte d'état-major (1820-1866) et les cartes ou photos aériennes de l'IGN pour la période actuelle (1950 à aujourd'hui).

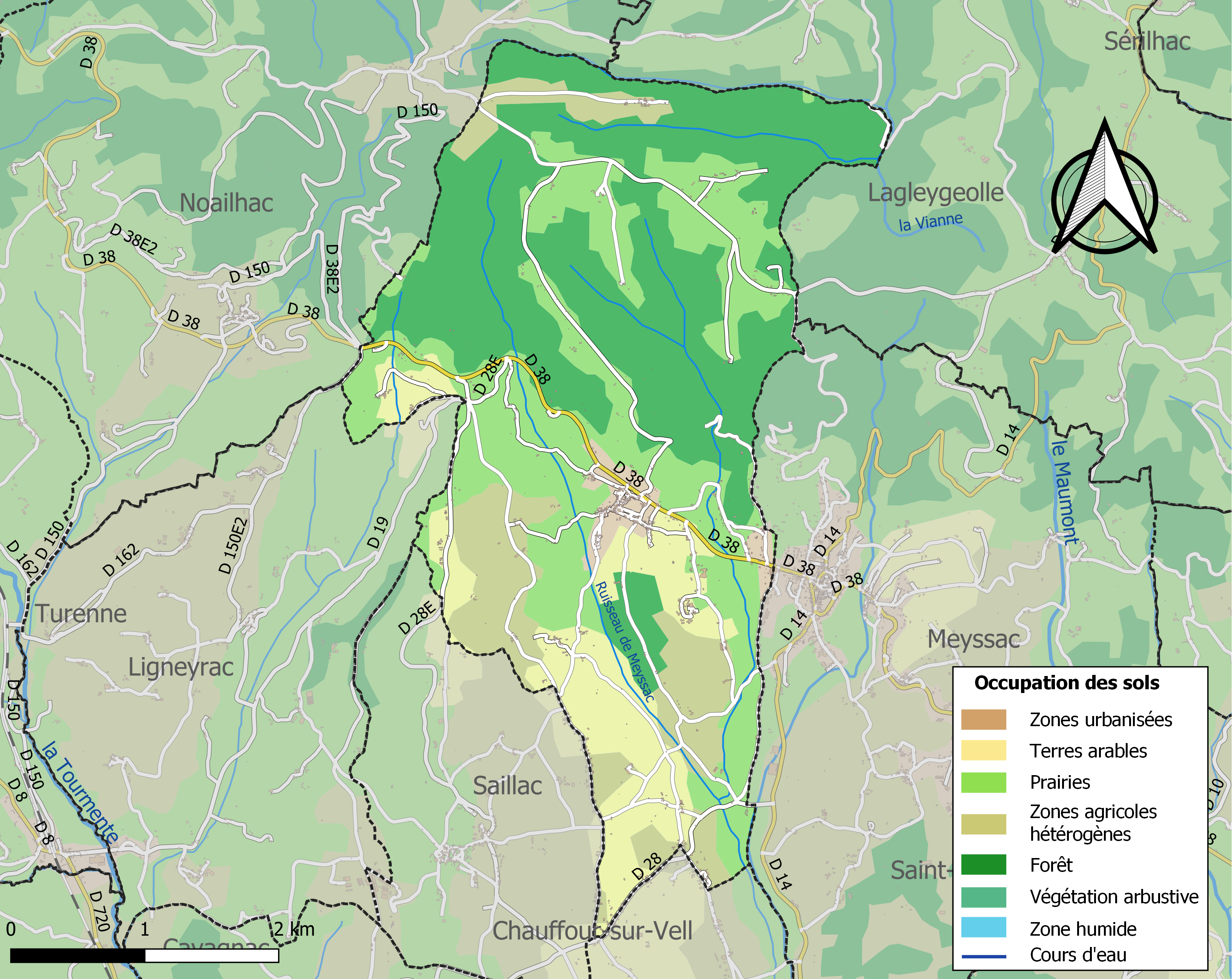
Carte des infrastructures et de l'occupation des sols de la commune en 2018 (CLC).

### Transport routier
- Réseau Réseau interurbain de la Corrèze

### Risques majeurs
Le territoire de la commune de Collonges-la-Rouge est vulnérable à différents aléas naturels : météorologiques (tempête, orage, neige, grand froid, canicule ou sécheresse), inondations, feux de forêts, mouvements de terrains et séisme (sismicité très faible). Il est également exposé à un risque technologique, la rupture d'un barrage, et à un risque particulier : le risque de radon. Un site publié par le BRGM permet d'évaluer simplement et rapidement les risques d'un bien localisé soit par son adresse soit par le numéro de sa parcelle.

#### Risques naturels
Certaines parties du territoire communal sont susceptibles d’être affectées par le risque d’inondation par débordement de cours d'eau. La commune a été reconnue en état de catastrophe naturelle au titre des dommages causés par les inondations et coulées de boue survenues en 1982, 1999 et 2001,. 

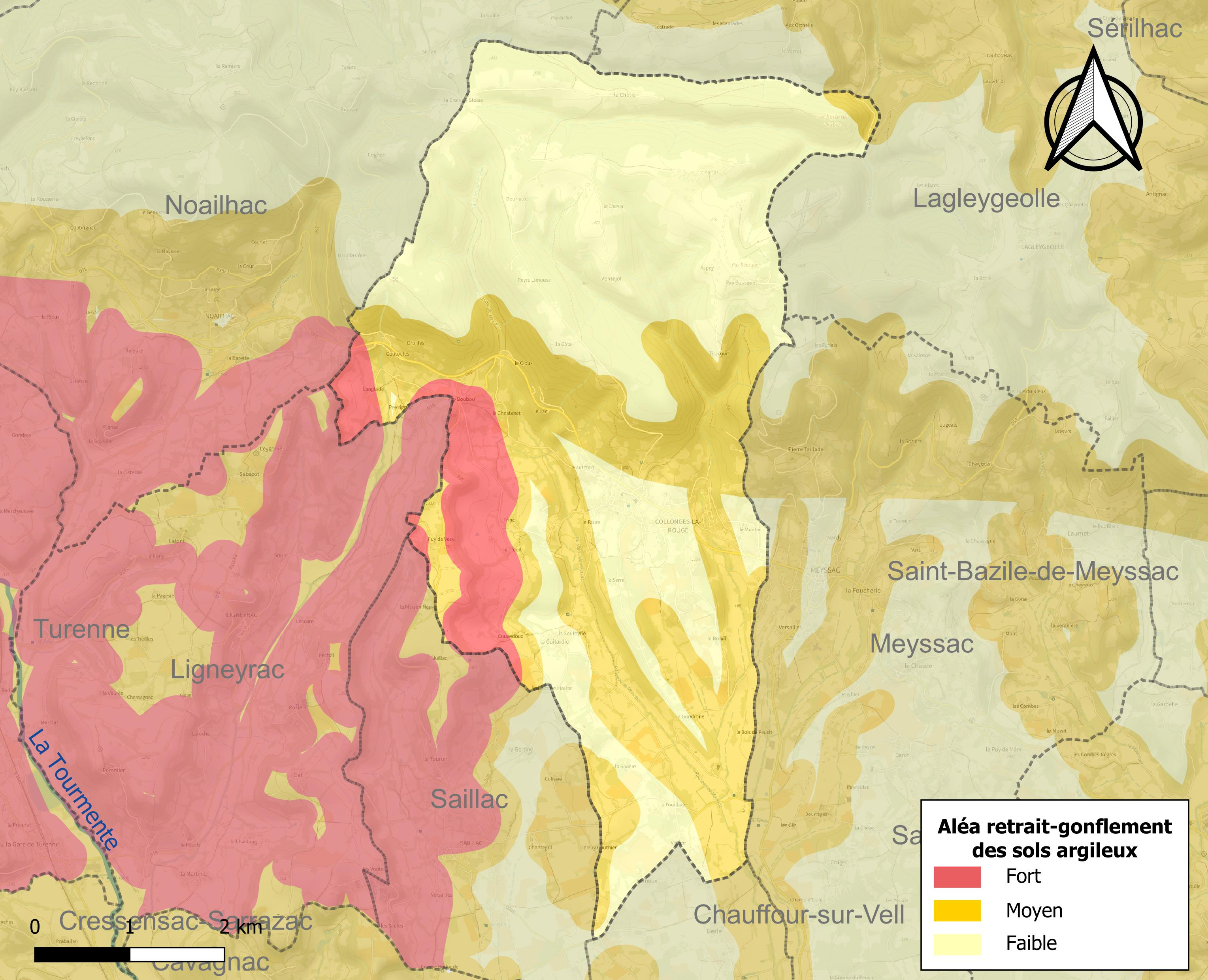
Carte des zones d'aléa retrait-gonflement des sols argileux de Collonges-la-Rouge.

La commune est vulnérable au risque de mouvements de terrains constitué principalement du retrait-gonflement des sols argileux. Cet aléa est susceptible d'engendrer des dommages importants aux bâtiments en cas d’alternance de périodes de sécheresse et de pluie. 45 % de la superficie communale est en aléa moyen ou fort (26,8 % au niveau départemental et 48,5 % au niveau national). Sur les 360 bâtiments dénombrés sur la commune en 2019,  126 sont en aléa moyen ou fort, soit 35 %, à comparer aux 36 % au niveau départemental et 54 % au niveau national. Une cartographie de l'exposition du territoire national au retrait gonflement des sols argileux est disponible sur le site du BRGM,.
Concernant les feux de forêt, aucun plan de prévention des risques incendie de forêt (PPRIF) n’a été établi en Corrèze, néanmoins le code de l’urbanisme impose la prise en compte des risques dans les documents d’urbanisme. Le périmètre des servitudes d'utilité publique et des zones d'obligation légale de débroussaillement pour les particuliers est quant à lui défini pour la commune dans une carte dédiée. 
Concernant les mouvements de terrains, la commune a été reconnue en état de catastrophe naturelle au titre des dommages causés par des mouvements de terrain en 1999.

#### Risques technologiques
La commune est en outre située en aval du barrage de Bort-les-Orgues, un ouvrage de classe A disposant d'une retenue de 477 millions de mètres cubes. À ce titre elle est susceptible d’être touchée par l’onde de submersion consécutive à la rupture de cet ouvrage.

#### Risque particulier
Dans plusieurs parties du territoire national, le radon, accumulé dans certains logements ou autres locaux, peut constituer une source significative d’exposition de la population aux rayonnements ionisants. Certaines communes du département sont concernées par le risque radon à un niveau plus ou moins élevé. Selon la classification de 2018, la commune de Collonges-la-Rouge est classée en zone 3, à savoir zone à potentiel radon significatif. 

## Économie
L'économie du village est essentiellement fondée sur le commerce touristique (boutiques et restaurants), la notoriété de la commune lui assurant une fréquentation de 700 000 visiteurs annuels (chiffres 2017). Le recours au processus de patrimonialisation pour le bourg afin de favoriser sa valorisation touristique fait aussi qu'il est confronté aux risques de la muséification, ce qui explique notamment qu'il ne possède aucun service tel qu'une boulangerie, une épicerie ou un marché hebdomadaire.
Les revenus de la commune sont en grande partie liés aux revenus substantiels des parkings payants[réf. souhaitée].

### Commerces
Les 150 commerces à Collonges sont essentiellement constitués de boutiques touristiques. L'association « Créations et produits de Collonges » a pour mission de faire découvrir les œuvres artistiques de la commune.

### Chômage
2007 : 7,1 %
2012 : 13,9 %
2015 : 14,5 %

## Cinéma et spectacles
Plusieurs films et séries ont été tournés dans la commune, en particulier :
- 1932 : Poil de Carotte de Julien Duvivier ;
- 1962 : Le Chevalier de Pardaillan de Bernard Borderie.

Pour animer son bourg, la commune de Collonges accueille tous les ans depuis 1991 un festival de théâtre en plein air, Les Théâtrales, créé par l’association Collonges Animations Spectacles qui cherche à associer patrimoine et culture . Chaque mardi soir entre mi-juillet et mi-août, le Théâtre de Verdure situé sur la place du Lavoir reçoit un spectacle différent.

## Lieux et monuments

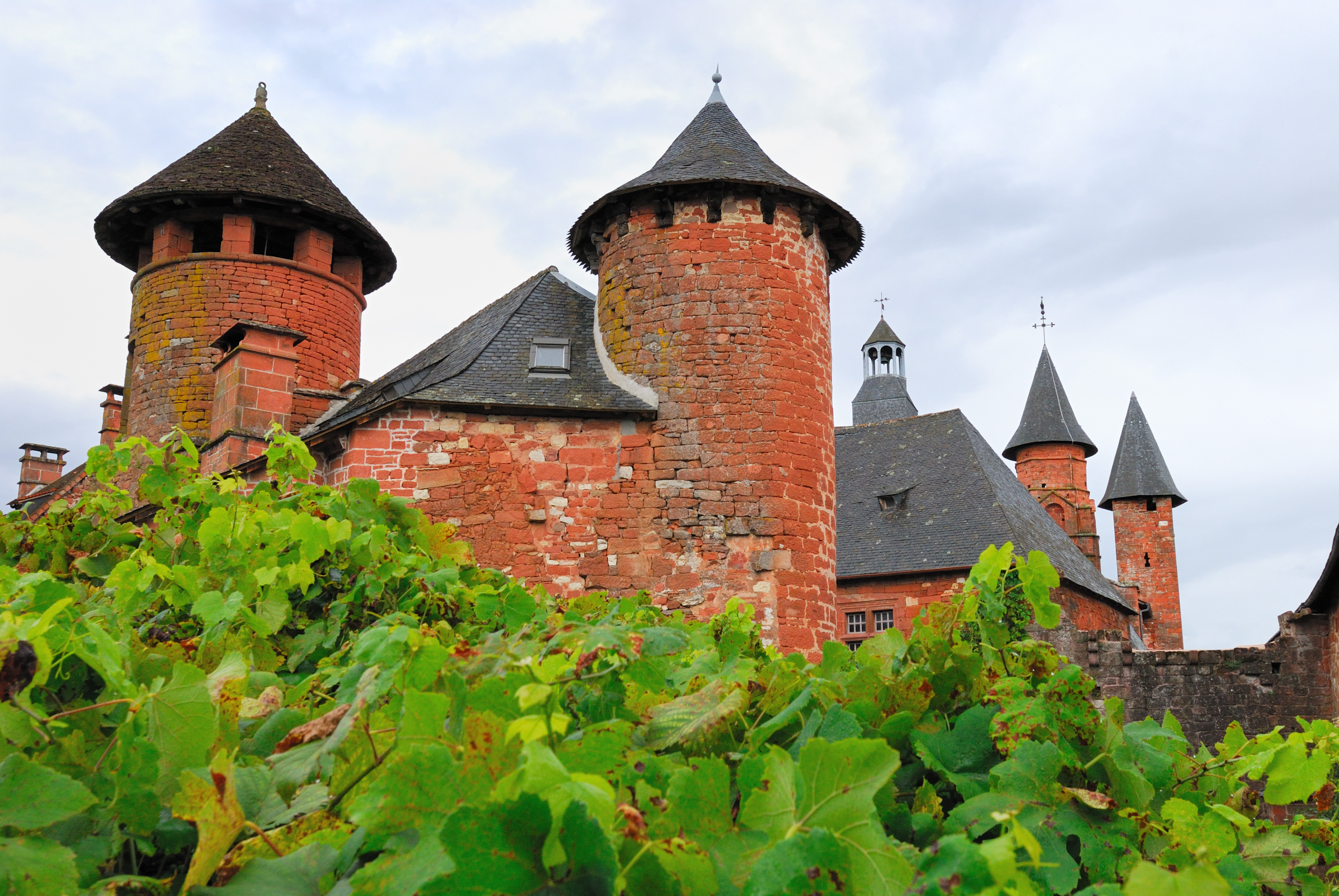
Vigne et maison de la Ramade de Friac, au fond les clochers de l'église Saint-Pierre.

Le village de Collonges est construit essentiellement en grès rouge (qui donne une partie de son nom) contrastant avec le vert des châtaigniers et des vignes environnants. Cette terre rouge, dite « terre de Collonges », qui prend une teinte saumonée l'été quand elle est sèche, et une teinte de sang séché en période humide, se prête au travail de la poterie artisanale, d'où les ateliers de poterie dans le territoire
Il possède de nombreux édifices protégés au titre des Monuments Historiques entre 1905 et 1987 : 8 monuments historiques classés et 20 monuments historiques inscrits.
Le grès rouge de Meyssac a été utilisé pour sa résistance et sa facilité à travailler. Les maçons ont également employé ponctuellement du grès beige de Grammont et du calcaire lithographique « qui permettent de créer des effets de polychromie. À l’écart du bourg ces matériaux l’emportent d’ailleurs sur le grès rouge, qui n’est utilisé qu’en complément. À l’origine, les moellons de grès rouge utilisés pour le gros œuvre étaient enduits. Seules les pierres de taille réservées aux chaînages d’angles et aux encadrements des ouvertures étaient apparentes. Ce n’est qu´à partir de 1930, lors des premières restaurations de maison, que les maçonneries ont été laissées à nu ».
Surnommé la « cité aux vingt-cinq tours », le bourg se distingue également par ses nombreuses tours et tourelles le plus souvent situées sur l’angle des maisons de ville des notables ou les manoirs ruraux enclos de murs. Ces habitations, tournant le dos à la rue (castels de Vassinhac, de Benge, de Beauvirie), sont distribuées par des escaliers en vis inclus dans des tours hors-œuvre, circulaires ou polygonales, dont certaines ont conservé leur couverture en lauze de grès rouge (la couleur rouge ayant grisé avec le temps), portée par une voûte maçonnée en cul-de-four ou en pyramide, ou par une charpente en bois. Au-delà de leurs fonctions pratiques, les tours constituaient aussi des signes ostentatoires de richesse et parfois, leur dernier étage servait de pigeonnier.
Son surnom de « cité aux vingt-cinq tours » vient du fait que le bourg a pu compter ce nombre du temps de sa splendeur entre le XVIe et le XVIIIe siècles. L’impôt sur les portes et fenêtres introduit par la loi du 4 frimaire an VII (24 novembre 1798) a pour conséquence que les propriétaires, moins enclins à être taxés sur les tours à fenêtres, sont réticents à conserver ce témoignage de leur aisance financière. « Certaines sont démolies, d’autres simplement arasées d’un ou deux étages. Des tours d’escalier dans-œuvre sont découronnées et intégrées sous la toiture du logis pour devenir totalement invisibles de l’extérieur ». C’est ainsi que de nombreuses tours ont disparu dans le bourg qui compte, en 2025, 17 tours apparentes.
Le village fait partie de l'association des plus beaux villages de France (c'est Charles Ceyrac, maire de Collonges de 1965 à 1996 qui a créé l'association en 1982, il est le premier classé sur la Liste des Plus Beaux Villages de France), c'est le site le plus visité du Limousin.

### Architecture civile
La halle Henri IV est une halle aux grains et aux vins datant de fin du XVIe ou du début XVIIe siècle. Elle évoque l'activité commerçante du village à ses heures prospères et abrite toujours le four banal qui était encore utilisé en 1968 (il n’est aujourd’hui rallumé que le premier dimanche d´août, pour la fête annuelle du pain). Le passage couvert est inscrit aux monuments historiques.

#### Bâtiments d’habitation

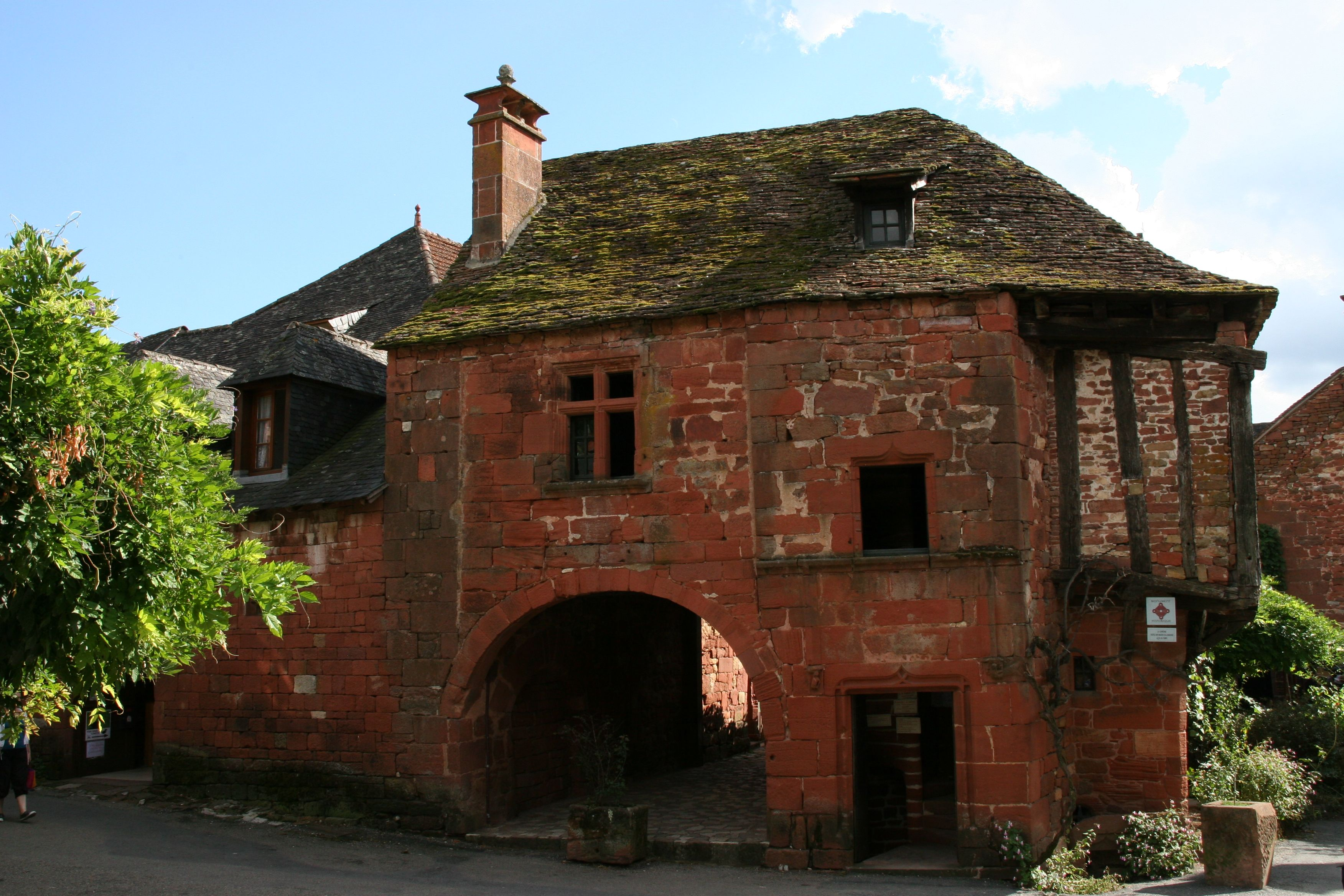
Maison de la Sirène.

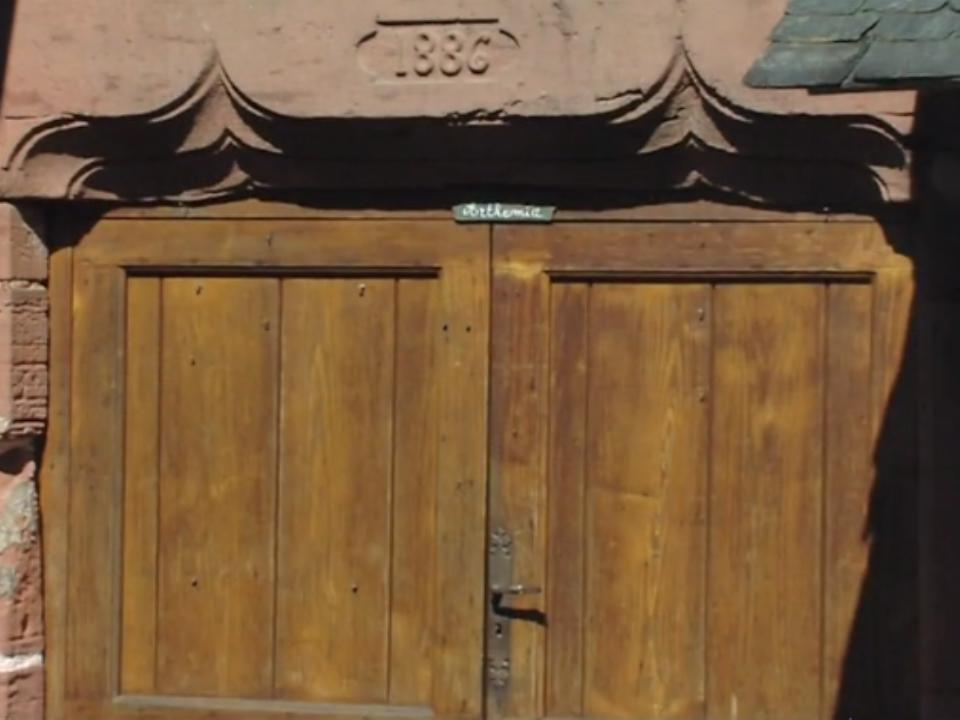
Porte à double accolade (caractéristique du style gothique flamboyant) qui affiche le chronogramme de 1886.

- La maison de la Sirène (siège de l'association des Amis de Collonges et musée des arts et traditions populaires[29]) : maison à rez-de-chaussée avec porche et passage couvert en arc surbaissé, surmonté d'une fenêtre à croisée, et premier étage avec partie en encorbellement à pan de bois apparent. La travée de la porte d'entrée gothique (ornée d'une mouluration du XVe siècle) est rythmée par un bandeau prolongé par des nervures verticales qui se terminent en culots sculptés dont celui de droite représente une sirène qui tient un peigne et un miroir, et celui de gauche, bien moins conservé, représenterait peut-être un homme chevauchant un dauphin. La maison qui date du XVIe siècle est classée monument historique[73].

Un timbre postal, d'une valeur de 3,00 francs, représentant la Maison de la Sirène a été émis le 3 juillet 1982.
- Le prieuré, construit au XVIe siècle, est inscrit aux monuments historiques depuis le 4 janvier 1951 pour sa façade avec balcon sur consoles et ses toitures[75].
- L’ancienne maison des sœurs, construite au XVIe siècle, est inscrite aux monuments historiques le 4 janvier 1951 (façade avec balcons sur demi-berceaux et toiture[76]).

Rue de la Barrière :
- la maison Bonyt date du XVIe siècle, et est inscrite aux monuments historiques, notamment pour sa façade, sa toiture, et l’escalier à vis[77] ;
- la maison Boutang du Peyrat, avec des parties des XVe, XVIe et XVIIe siècles, est inscrites aux monuments historiques. Les éléments protégés sont une fenêtre qui a conservé sa menuiserie d’époque Louis XIII, la porte d’entrée du XVIIe siècle, une cheminée en bois avec une frise peinte, ainsi que la façade et les toitures[78] ;
- la maison Julliot, datant du XVIe siècle (une pierre est datée 1803), est inscrite aux monuments historiques, pour sa façade, sa toiture, et le perron[79] ;
- la maison Dey, située place de la Fontaine, est inscrite aux monuments historiques (notamment pour son escalier dont les paliers sont en pierre rouge)[80] ;
- une maison située place de la Halle, date du XVIe et du XVIIIe siècle. Sa façade, sa loggia et ses toitures sont inscrites aux monuments historiques[81].

La maison Poignet possède une fenêtre du XVIIe siècle, classée monument historique.
La maison Salvant et Vallat est également inscrite aux monuments historiques.

#### Bâtiments officiels
- L’ancien tribunal de la Châtellerie (XVIe siècle), est classé monument historique depuis le 13 décembre 1978[84].
- L’ancienne mairie (parties des XVIe, XVIIe et XVIIIe siècles), est inscrite aux monuments historiques depuis le 4 janvier 1951, pour la façade, la toiture, et la cheminée en pierre de taille[85].

#### Les châteaux, hôtels et maisons nobles
- Le manoir de Vassinhac XVIe siècle[86], dont les propriétaires furent gouverneurs et capitaines du château de Turenne : il possède quelques éléments de fortification, et est classé monument historique[87] ;
- le château ou hôtel du Friac ou de Beaurival (hôtel de Beaurival) : du XVe siècle, classé monument historique le 17 décembre 1926[88] ;
- le château de Benge, parties du XVIe siècle et du XVIIIe siècle, classé monument historique par les arrêtés du 23 septembre 1953 et du 18 mars 1954[89] ;
- le castel Maussac, des XVe siècle et XVIe siècle, est inscrit comme monument historique depuis le 17 décembre 1926[90] ;
- le château du Breuil  ;
- le château du Martret, parties des XVIe siècle et XIXe siècle, classé monument historique[91] ;
- le manoir de Beauvirie, qui date du XVIe siècle et est inscrit aux monuments historiques[92] ;
- le château de Beauregard, du XVe siècle, est inscrit monument historique depuis le 17 décembre 1926[93].

### Architecture militaire
L’enceinte fortifiée date du XIVe siècle : la Porte du Prieuré et la Porte Plate (ainsi nommée car non pourvue de tour, elle fermait l’accès à l’ouest de cet enclos prieural) sont respectivement inscrites et classées monuments historiques.

### Architecture religieuse

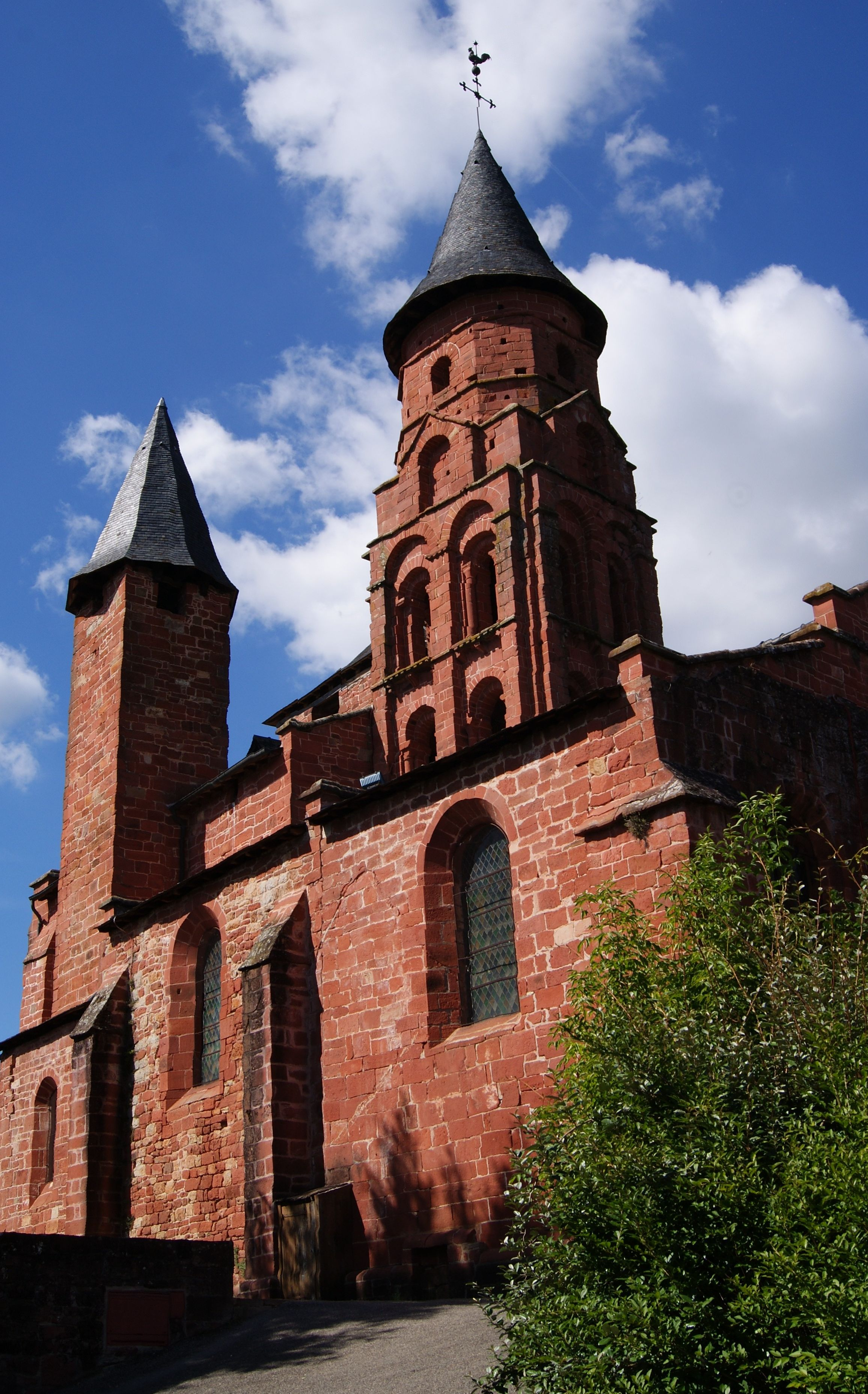
L’église Saint-Pierre, construite en grès rouge au XIe et XIIe siècles, a été agrandie et fortifiée à la fin du Moyen Âge. Elle se distingue par son clocher roman à gables. Cette structure rare et particulièrement élaborée, représente le type le plus archaïque du clocher limousin[95]. L'édifice a été classé au titre des monuments historiques en 1905[96].
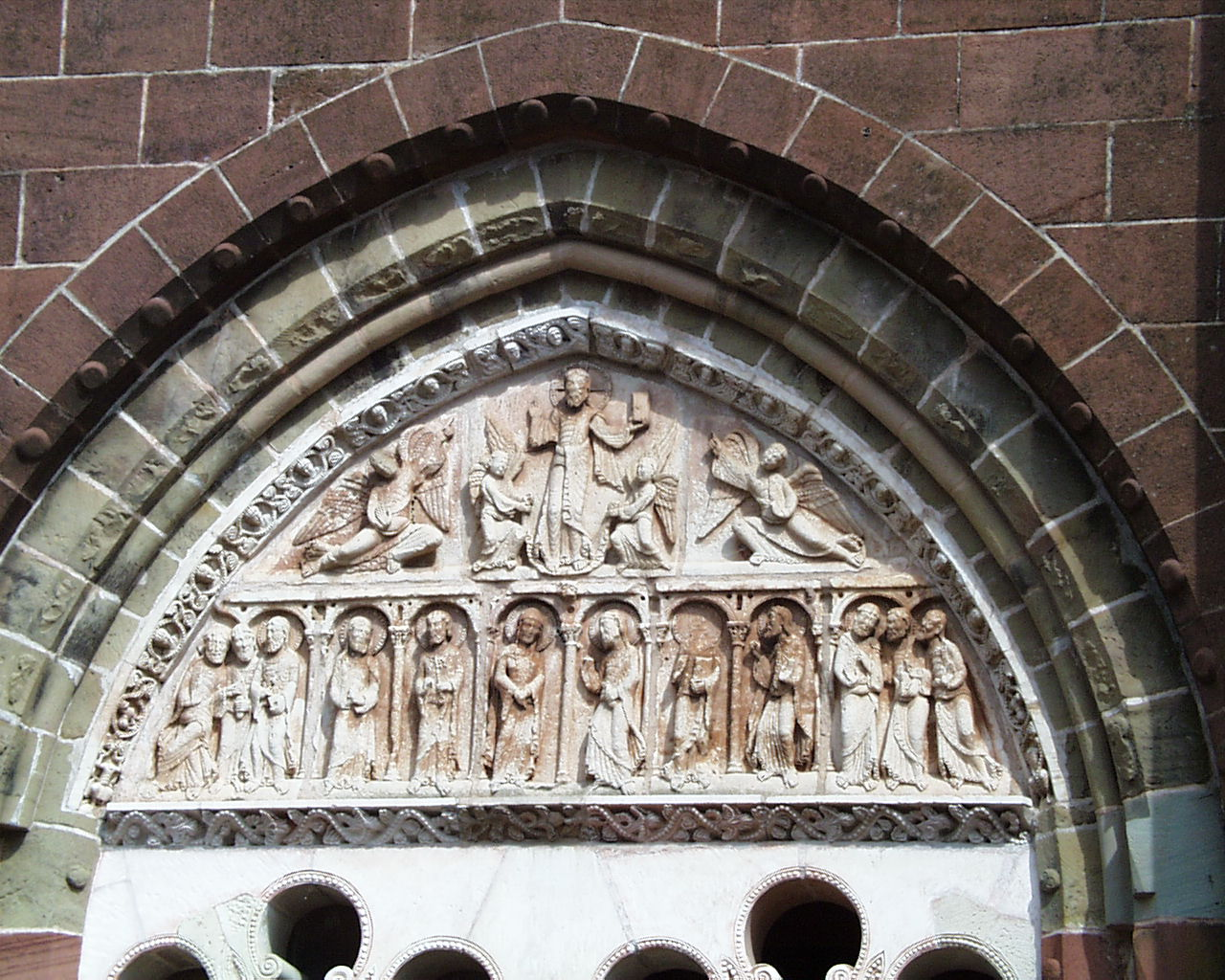
La chapelle des Pénitents noirs daterait du XIVe siècle et aurait appartenu au prieuré de Collonges. Dès l’origine, elle est affectée à la sépulture de certaines familles notables locales, notamment les Maussac dont les armoiries sont visibles au-dessus d’une porte murée et sur une clé de voûte de la chapelle. À partir du milieu du XVIIe siècle et jusqu’à la fin du XIXe siècle, elle est la chapelle des Pénitents noirs. Après la disparition de la confrérie, la chapelle tombe en ruine. « La Société des Amis de Collonges » entreprend des travaux de restauration à partir de 1927[97].  - Église Saint-Pierre de Collonges-la-Rouge.
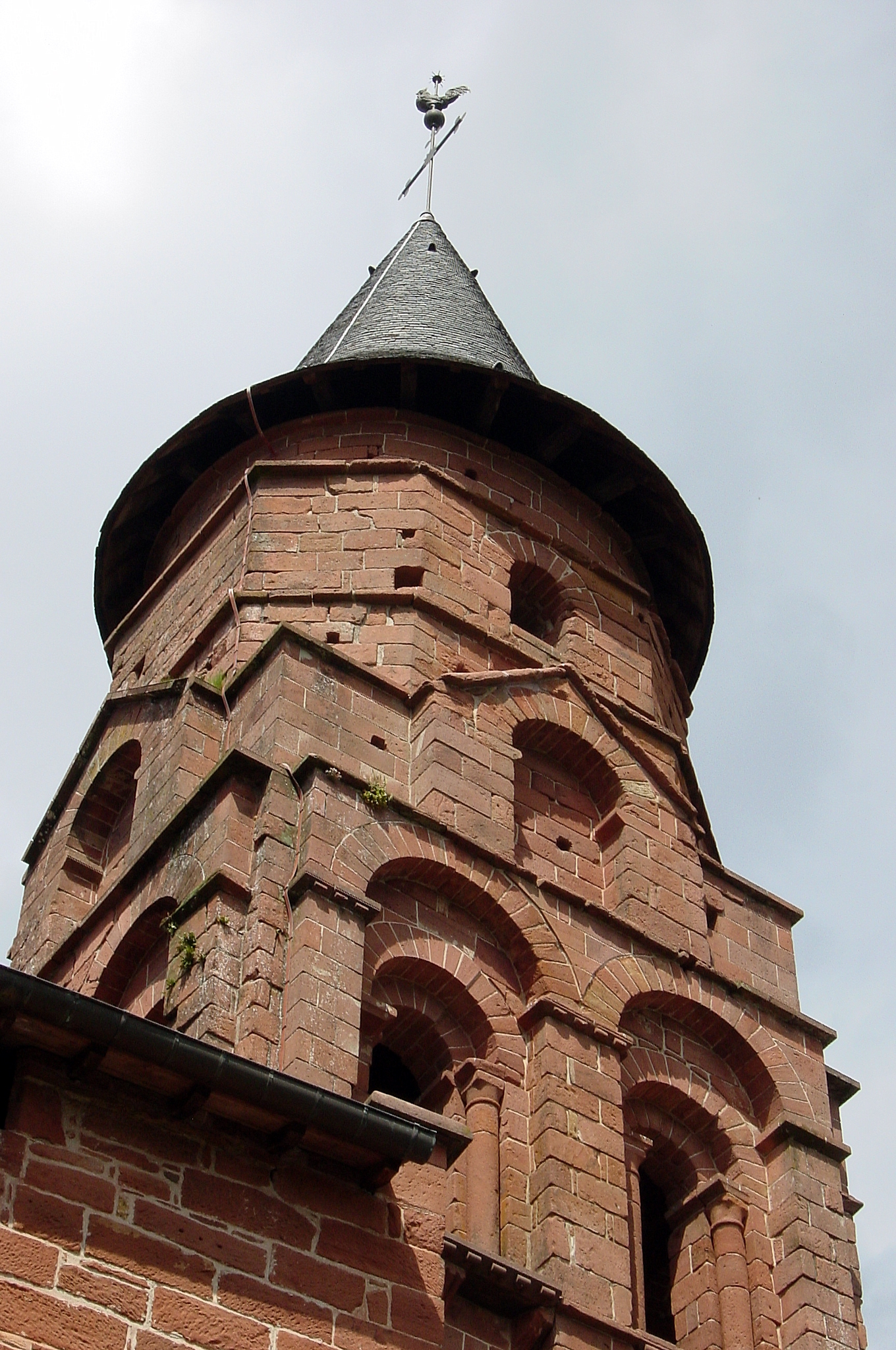
Clocher de l'église Saint-Pierre.
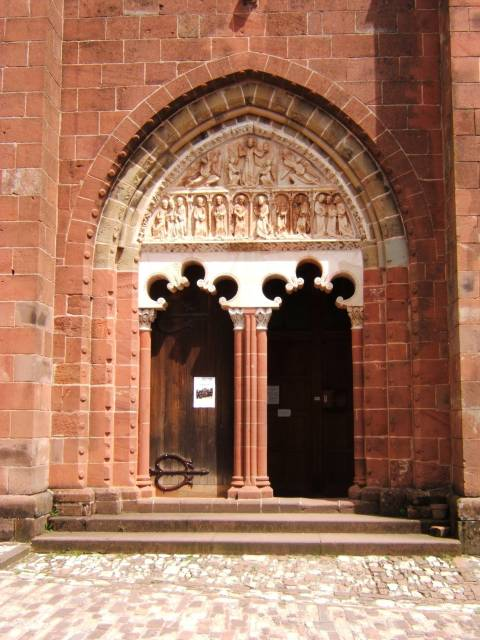
Portail de l'église Saint-Pierre.
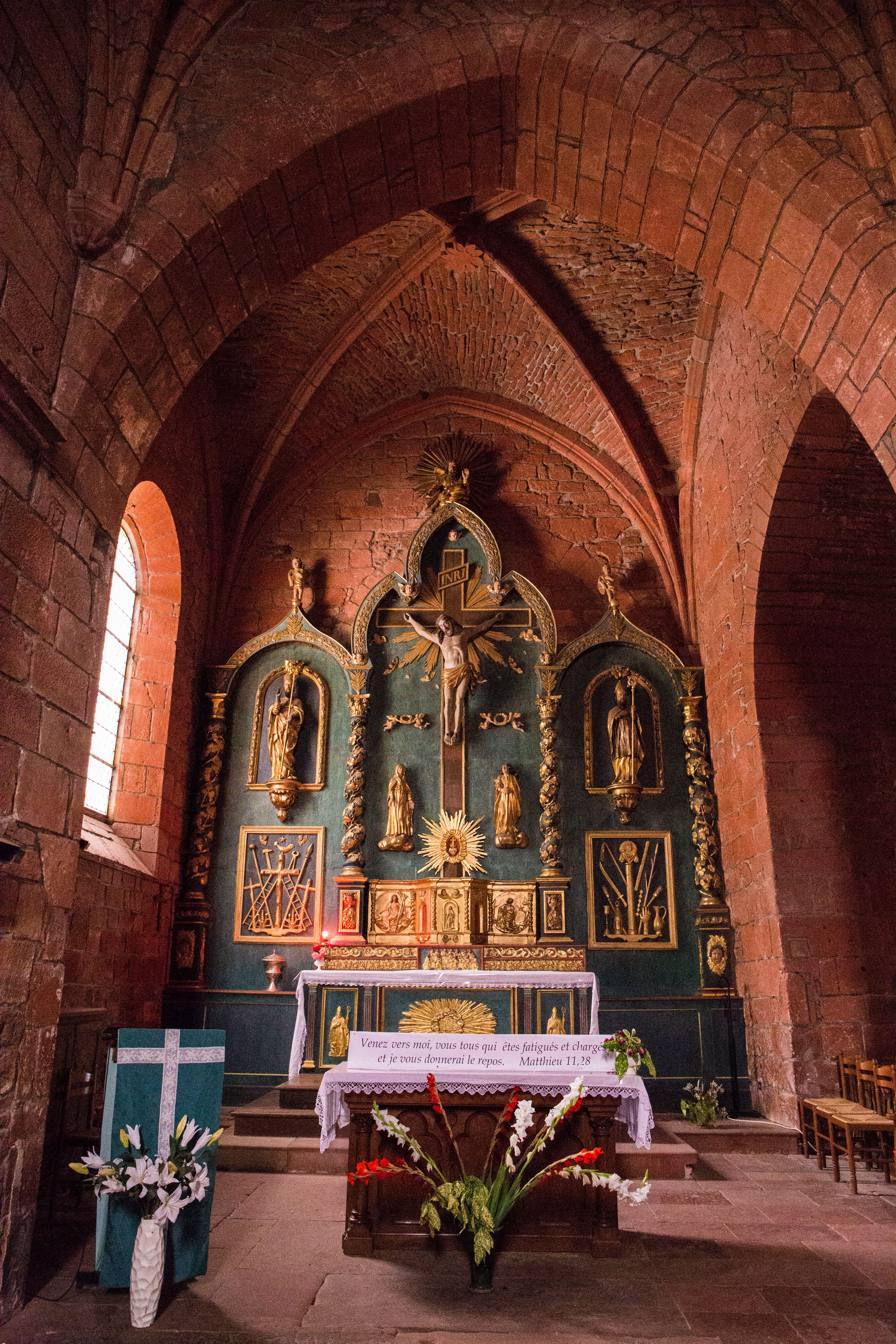
Église Saint-Pierre.
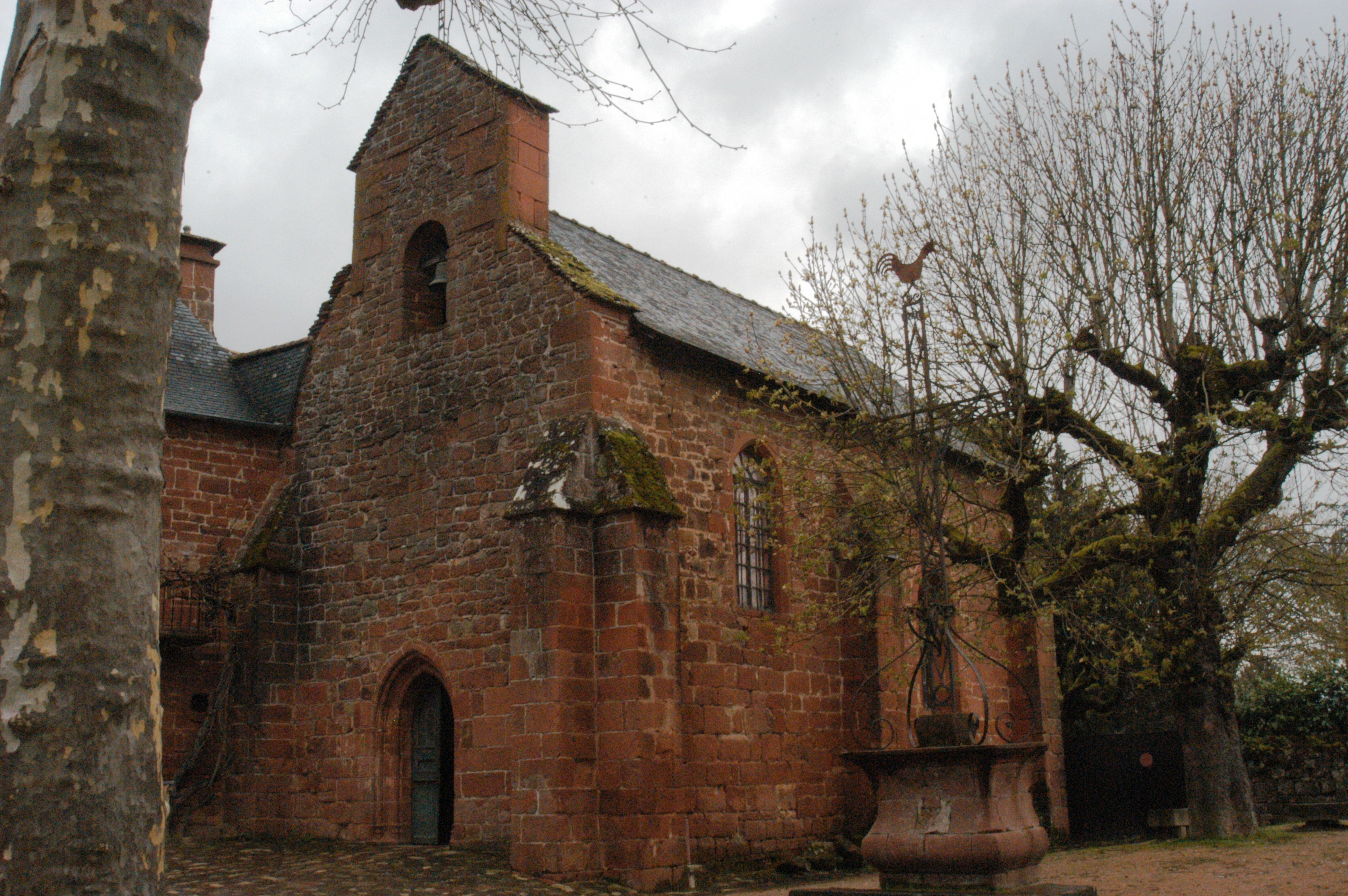
La chapelle des Pénitents noirs et la Croix de la Passion.
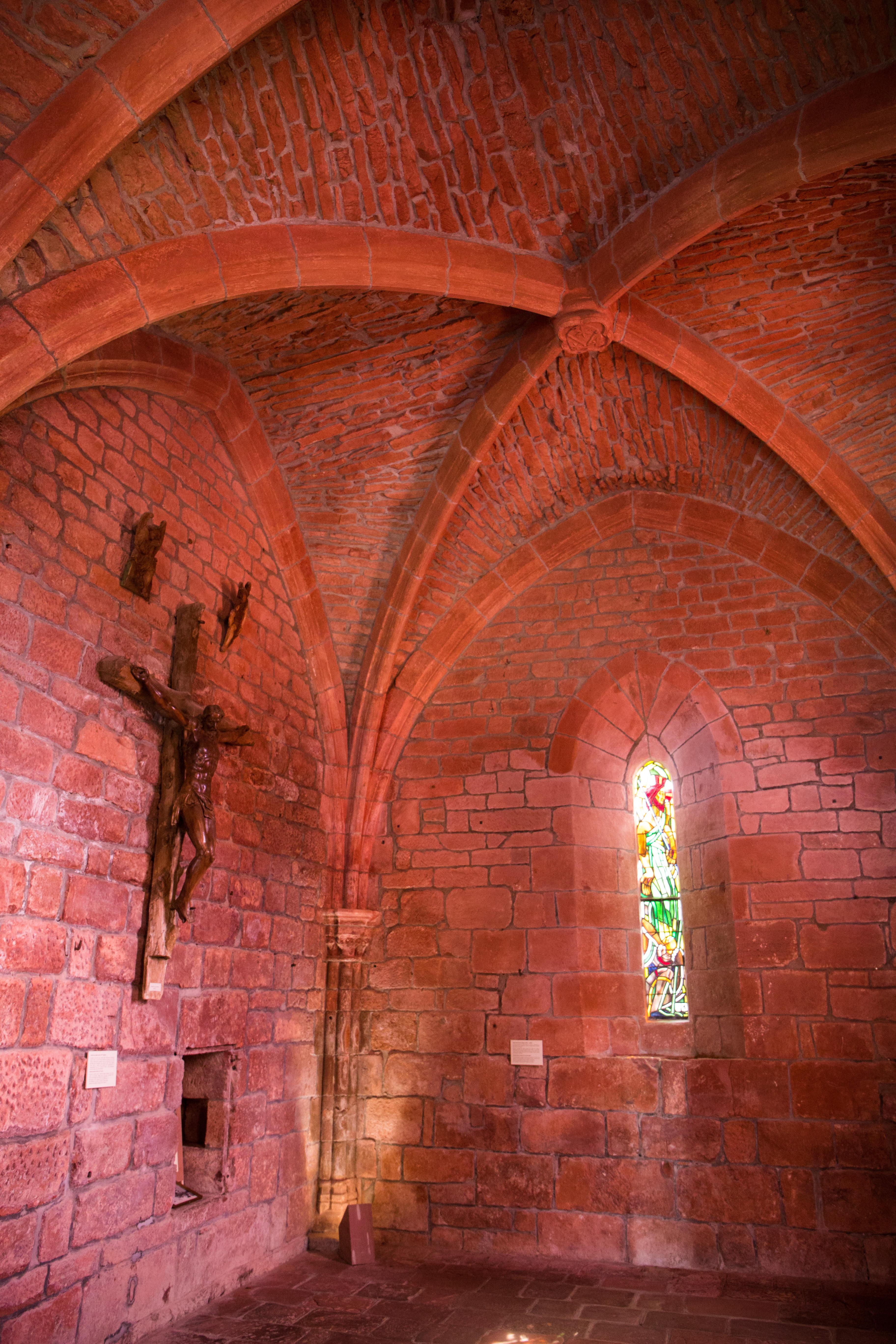
Chapelle des Pénitents.
  - Tympan du portail de l'église.
  - Clocher de l'église Saint-Pierre.
  - Portail de l'église Saint-Pierre.
  - Église Saint-Pierre.
  - La chapelle des Pénitents noirs et la Croix de la Passion.
  - Chapelle des Pénitents.

### Galerie

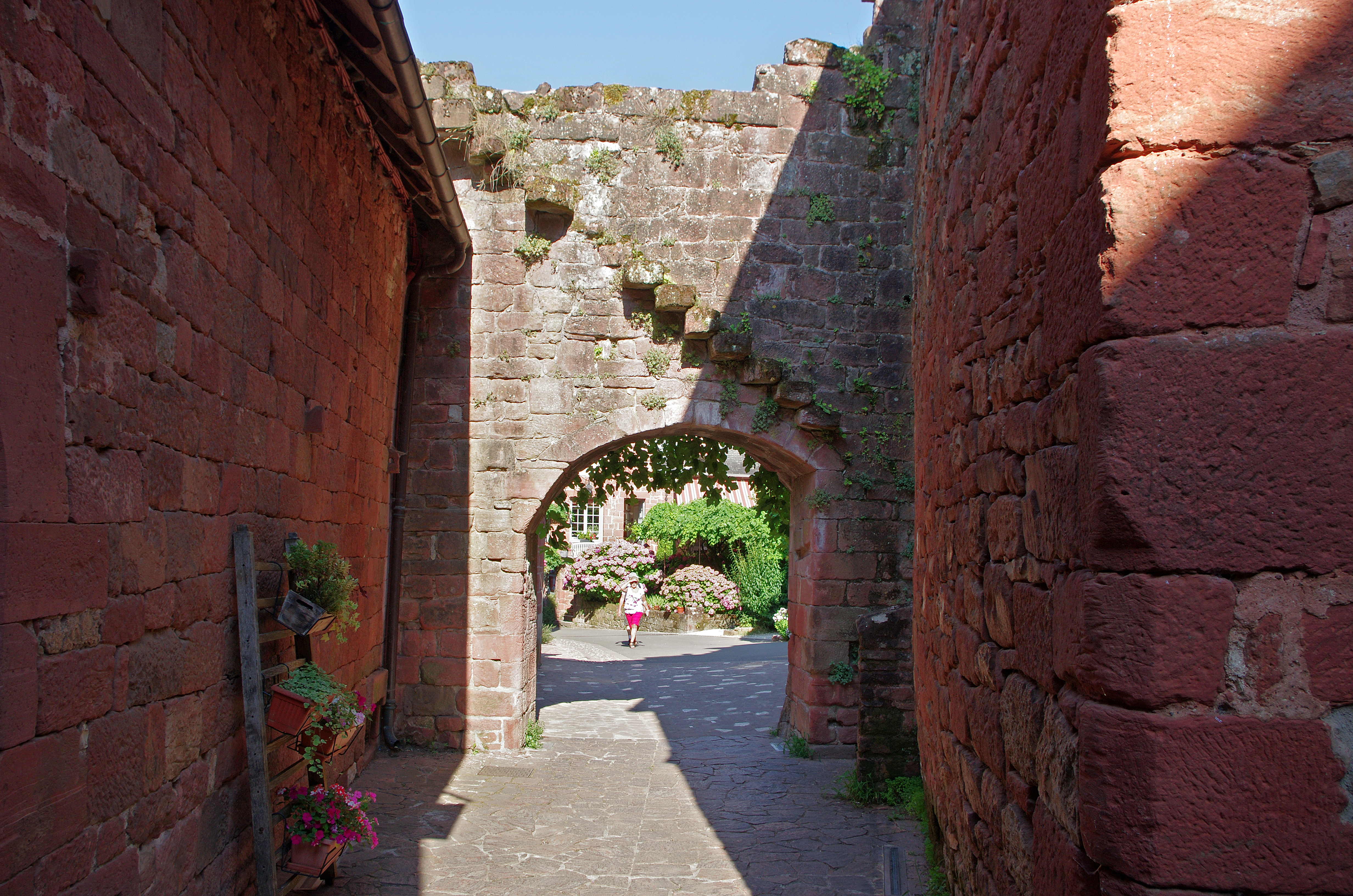
Porte plate avec son escalier qui menait au chemin de ronde.
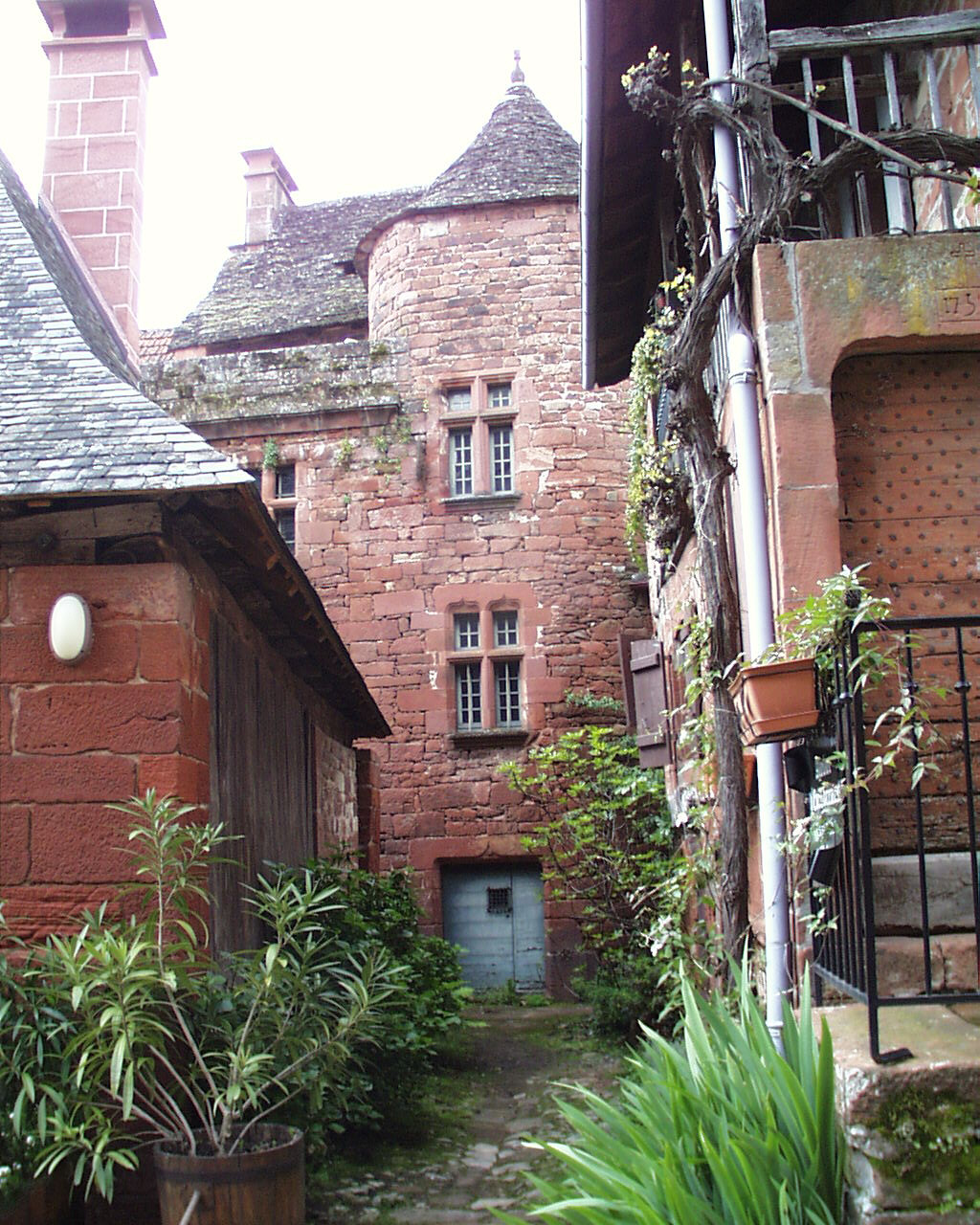
Une rue à Collonges-la-Rouge
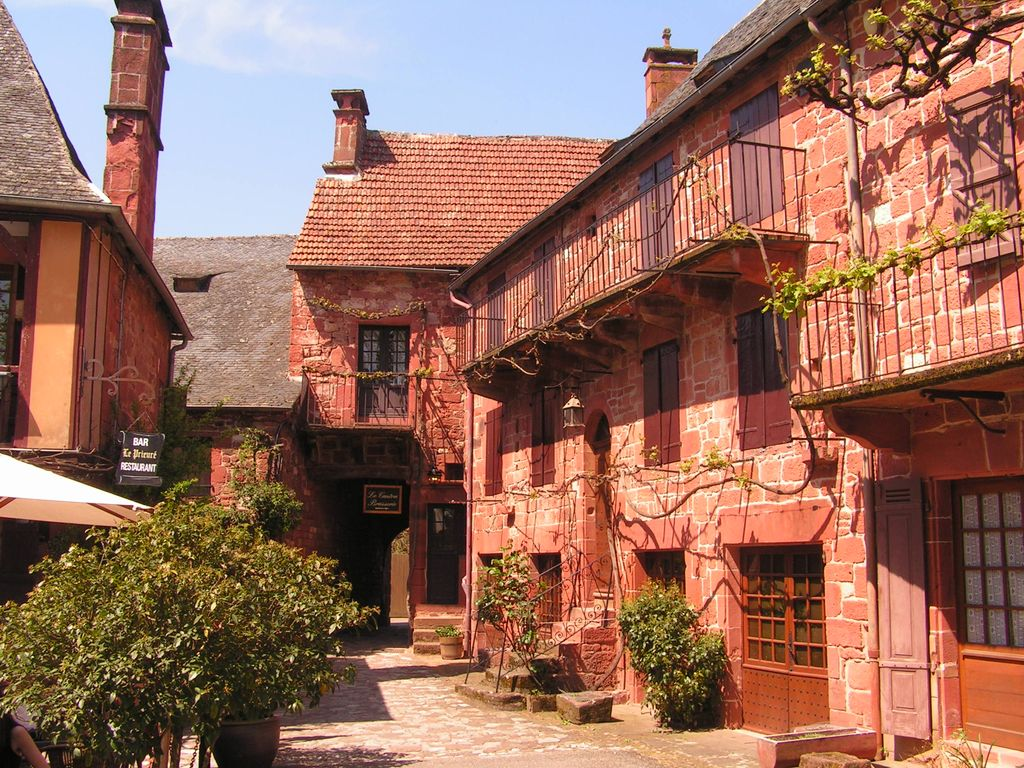
Une rue à Collonges-la-Rouge
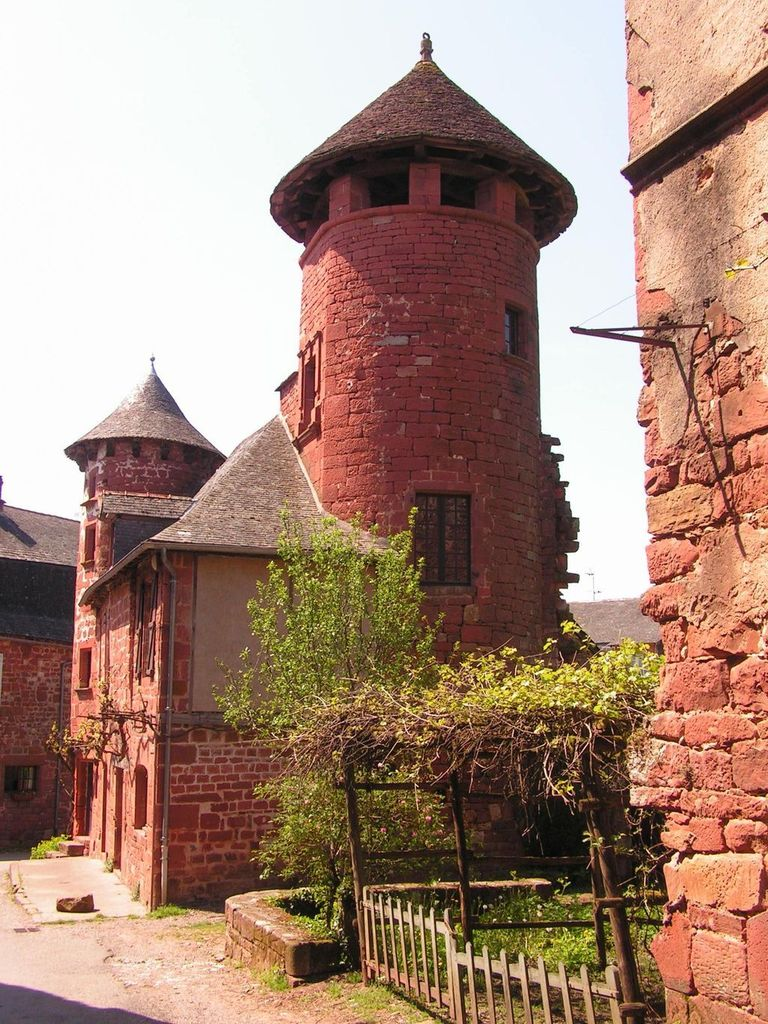
Tourelles
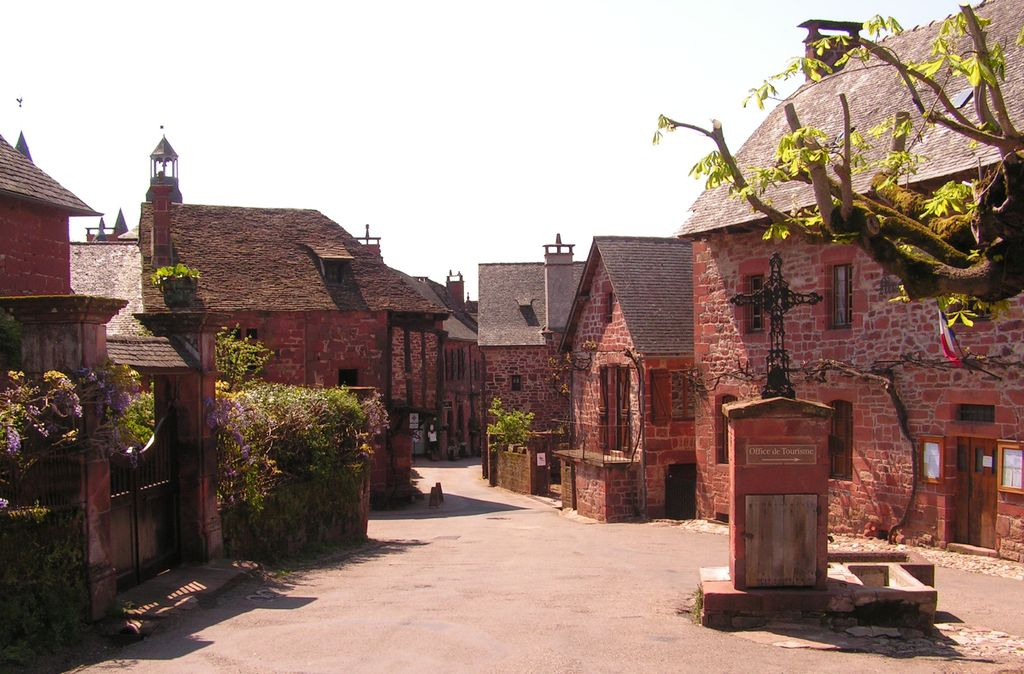
Place de Collonges-la-Rouge
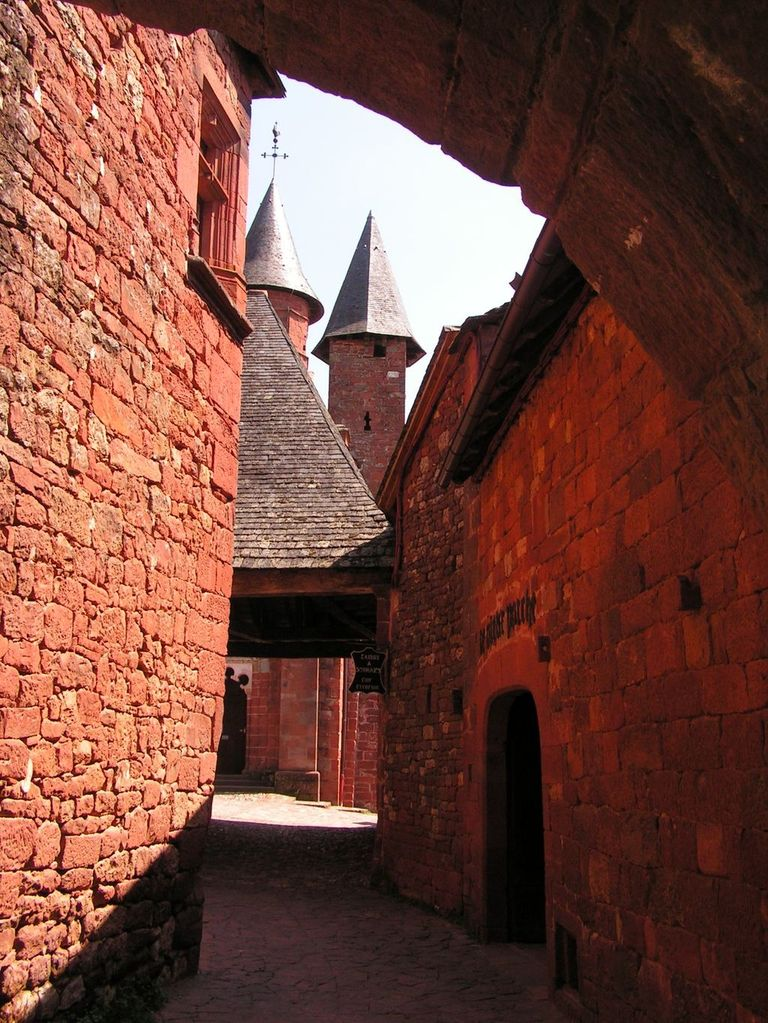
Vue de l'église sous un porche
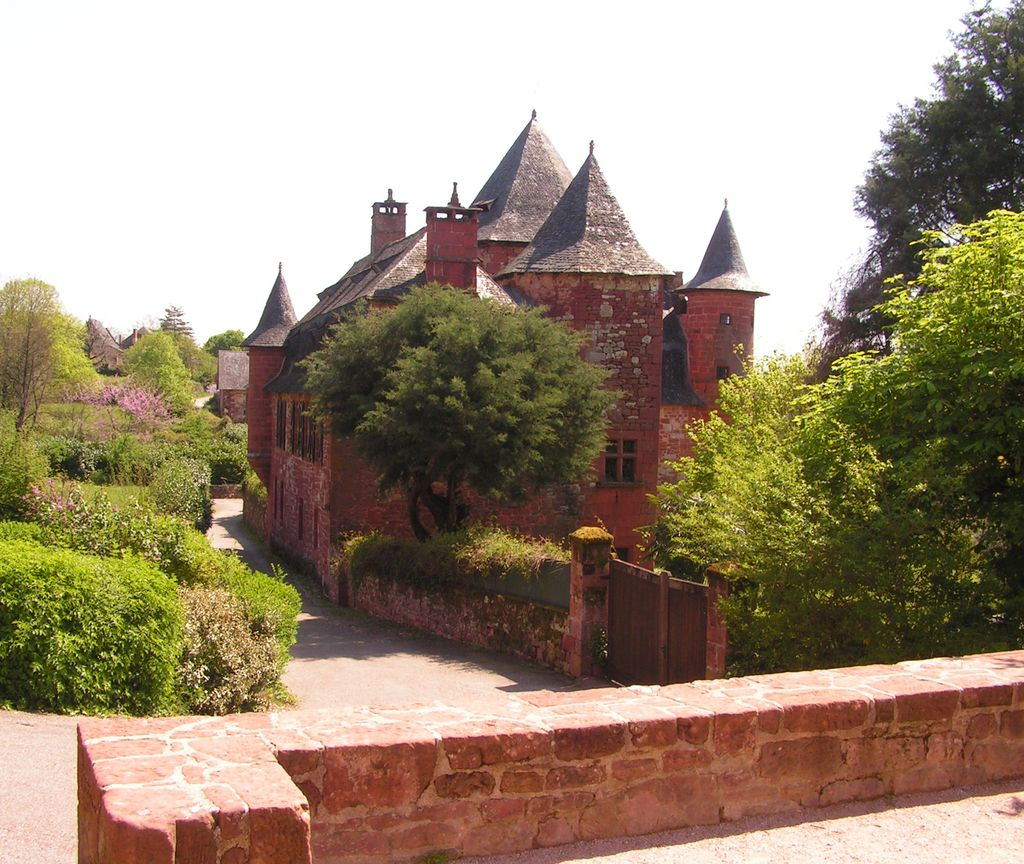
Castel de Vassinhac
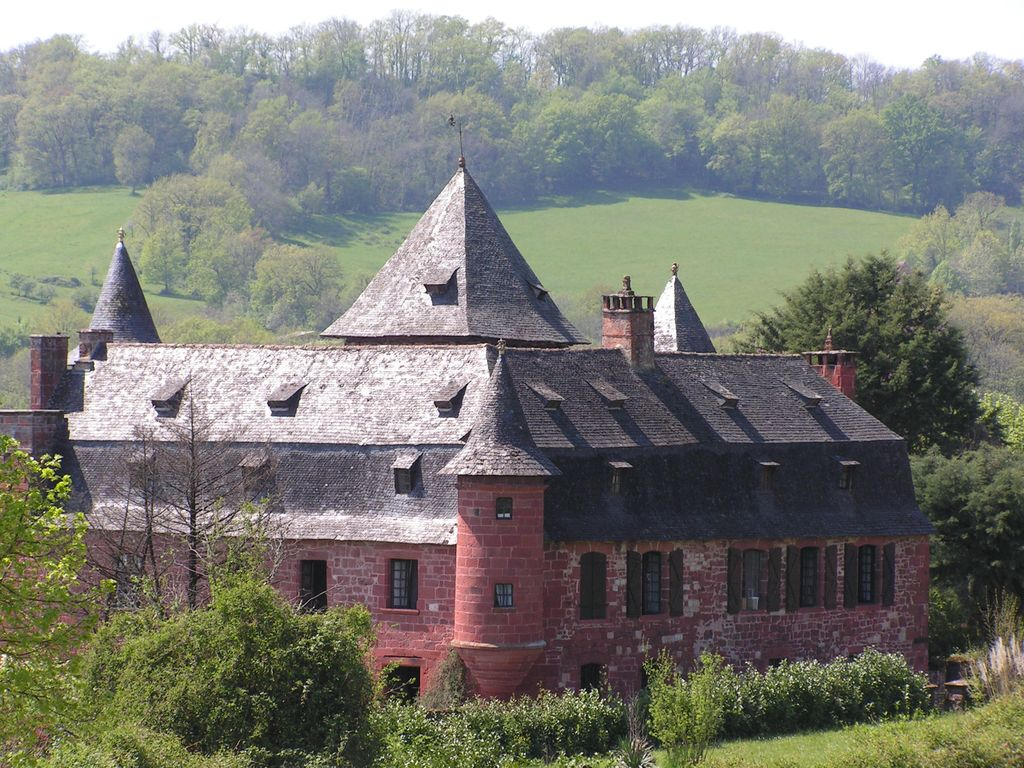
Castel de Vassinhac
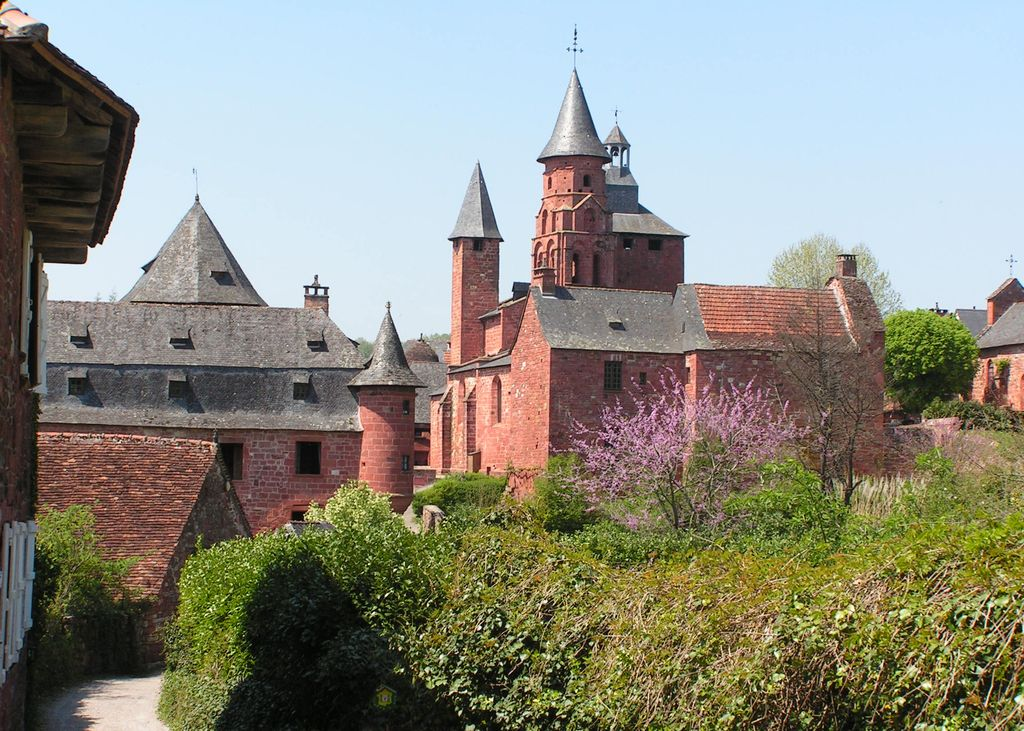
Castel de Vassinhac et église
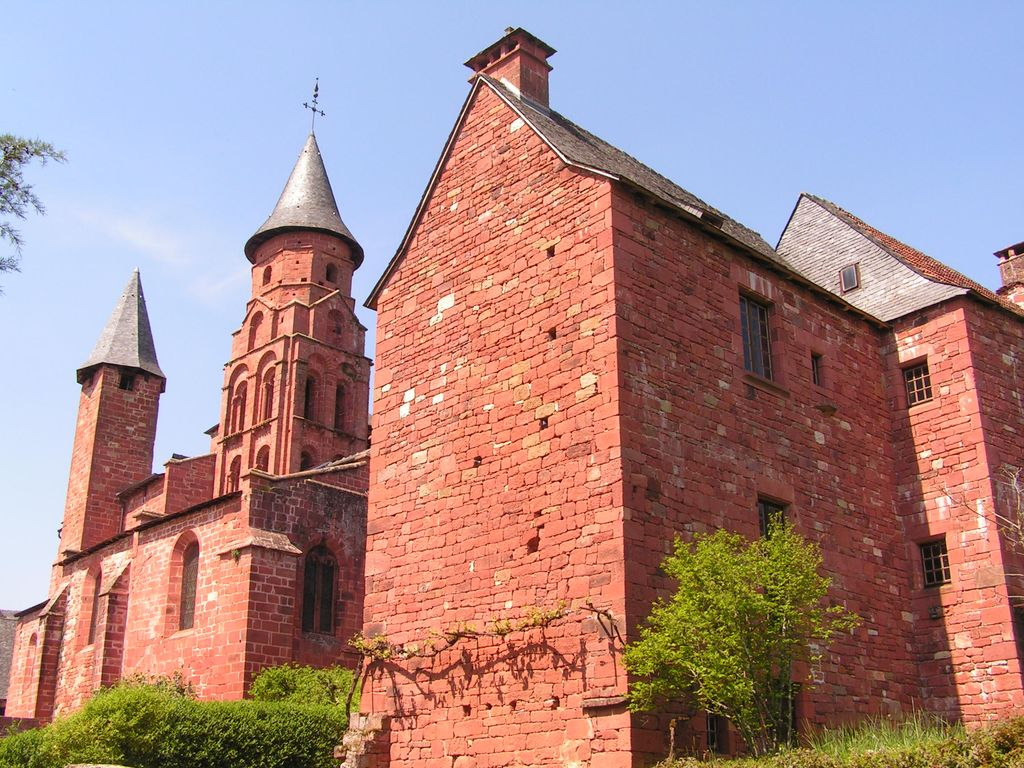
Vue arrière de l'église
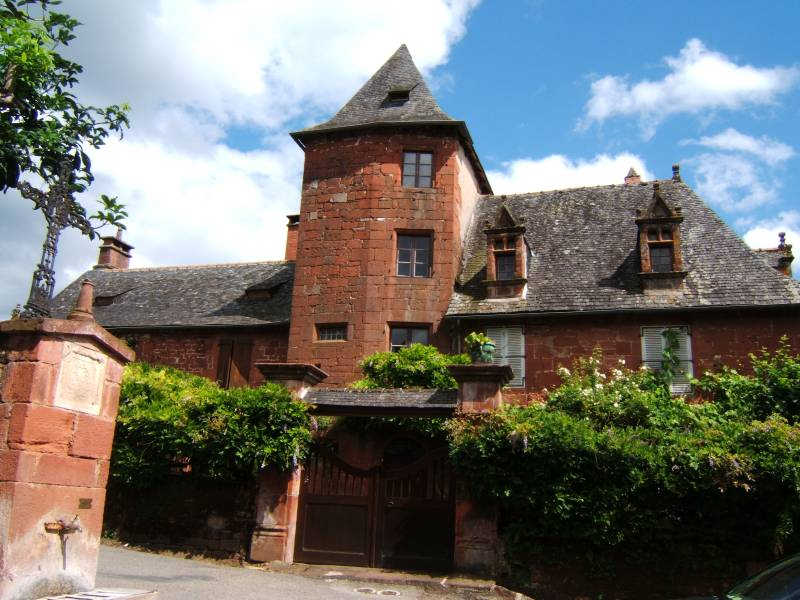
Maison Ramade de la Serre

## Personnalités liées à la commune

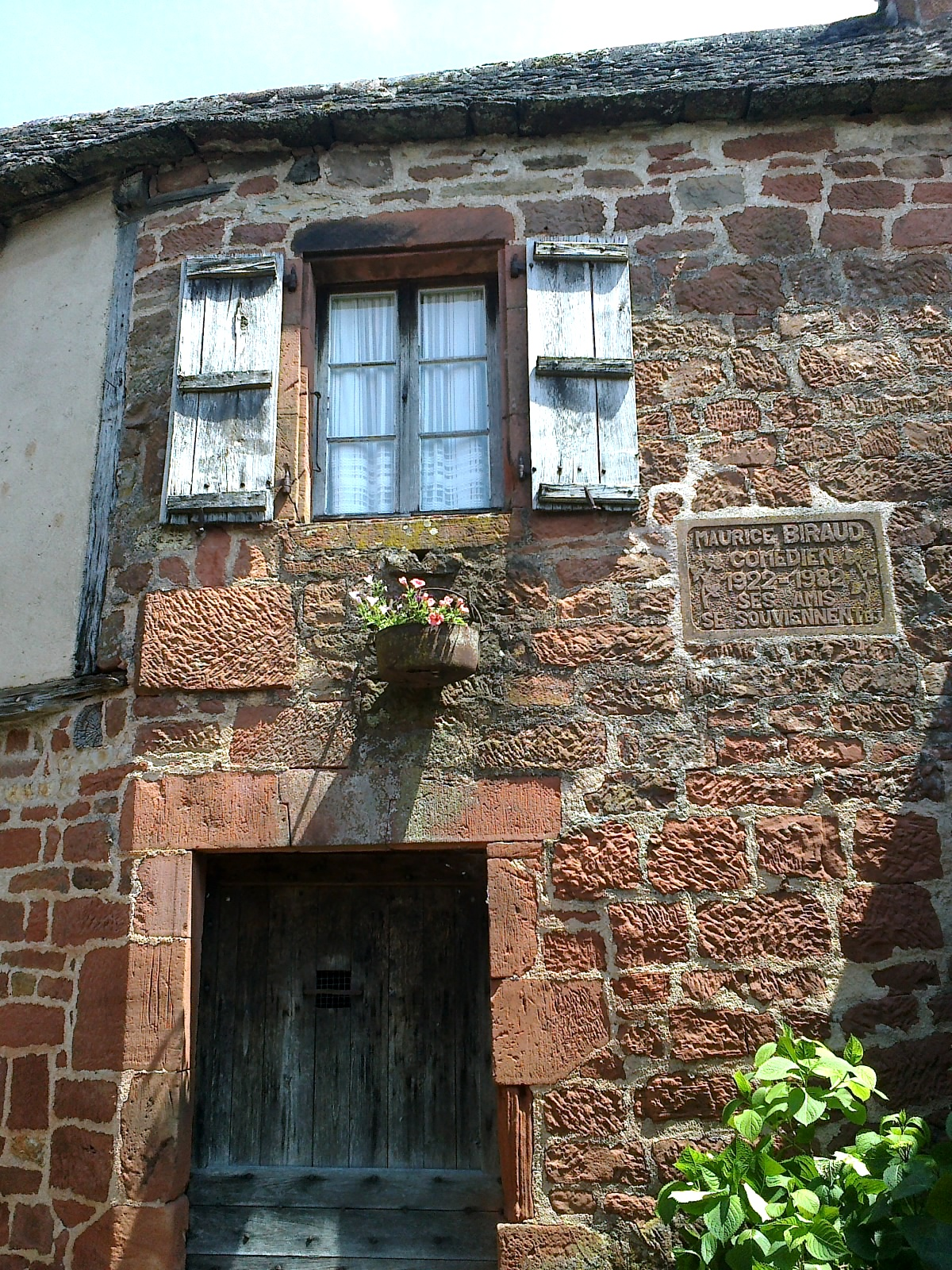
Maison de Maurice Biraud dans la rue Noire.

- L'acteur et  animateur de radio Maurice Biraud est enterré à Collonges-la-Rouge après que sa femme Françoise, présidente de la « Société des amis de Collonges », lui eut fait découvrir le village[29].

## Héraldique
| Blason de Collonges-la-Rouge | Blason  | D'azur à la bande d'argent, à l'écu en cœur coticé d'or et de gueules de douze pièces (armes des Vassinhac et de Turenne). |
| Blason de Collonges-la-Rouge | Détails | Blason voté le 4 mars 1978.                                                                                                |

## Philatélie
Un timbre postal, d'une valeur de 3 francs, représentant la Maison de la Sirène datant du XVIe siècle à Collonges-la-Rouge a été émis le 3 juillet 1982.

## Rayonnement culturel
Pour récompenser des lauréats en peinture, il existe un Prix de Collonges-la-Rouge au Salon des Artistes français :
- 1974 : Paul Hubert.
- 1975 : Michel Gémignani[99], qui avait été Grand Prix du Tricentenaire au Salon des Artistes français en 1973[100].
- 1976 : Monique Journod.
- 1977 : Jean Abadie.